# Elina Svitolina
Elina Svitolina (en ukrainien : Еліна Світоліна), née le 12 septembre 1994 à Odessa, est une joueuse de tennis ukrainienne, professionnelle depuis 2010.
Elle a remporté dix-huit titres en simple sur le circuit WTA, dont les Masters en 2018. Elle possède également deux titres WTA en double.
En 2015, elle devient la première joueuse ukrainienne à atteindre les quarts de finale du tournoi de Roland-Garros. Elle remporte une médaille de bronze en simple dames aux Jeux olympiques de Tokyo 2020.

## Carrière

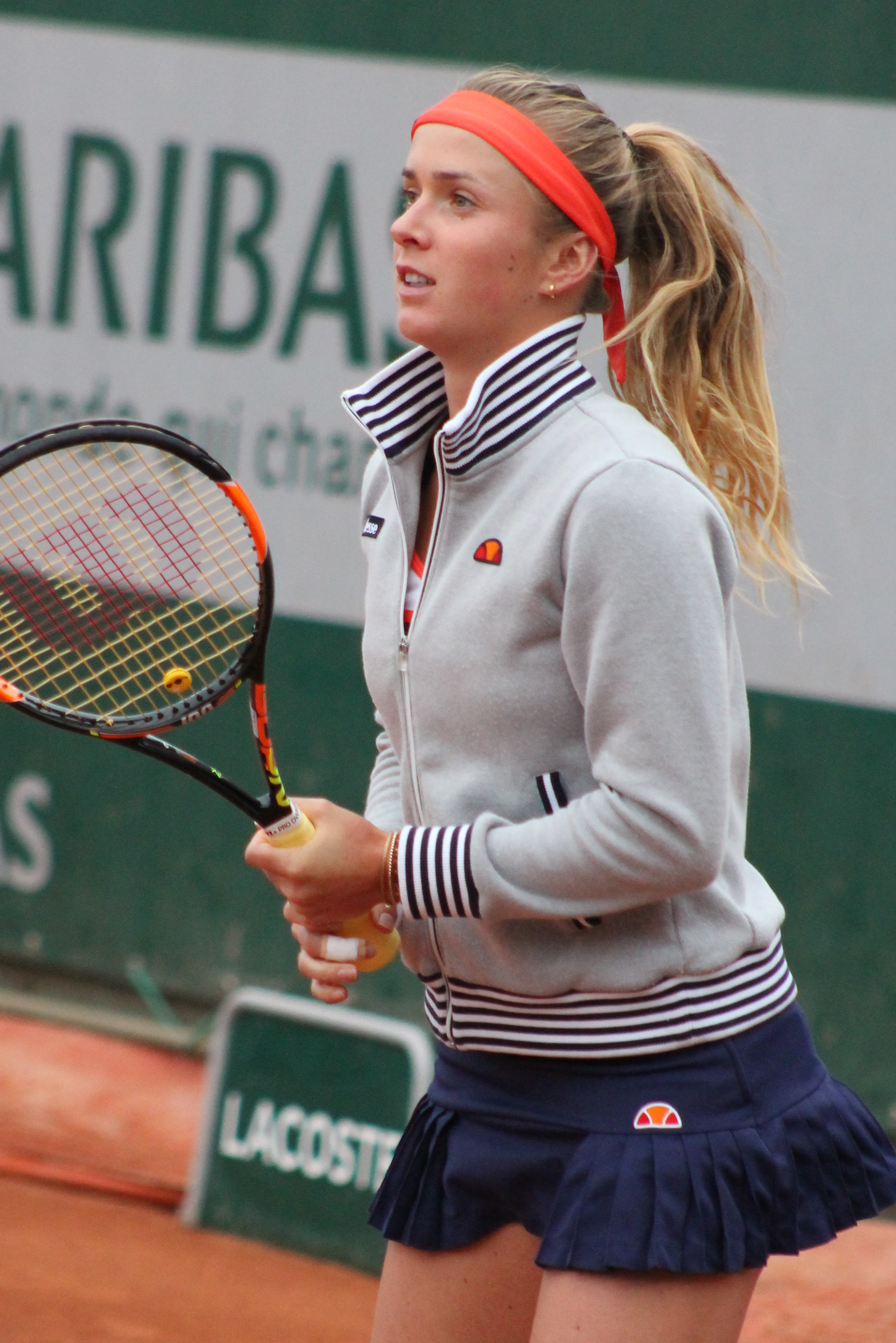
Elina Svitolina aux Internationaux de France en 2015.

En 2010, Svitolina bat Ons Jabeur en finale du tournoi junior de Roland Garros, après avoir battu Silvia Njirić, Beatrice Capra, Nastja Kolar, Nanuli Pipiya et Jana Čepelová.
En 2012, elle décroche un titre en catégorie WTA 125 à Pune en Inde en battant en finale Kimiko Date, de 24 ans son aînée.
En 2014, elle passe un tour au tournoi de Brisbane face à Varvara Lepchenko avant de perdre contre Jelena Janković. Elle dispute ensuite le tournoi de Hobart où elle est éliminée dès le premier tour face à l'Allemande Mona Barthel.
Elle participe ensuite à l'Open d'Australie où elle s'incline face à l'Américaine Sloane Stephens après avoir eu raison de Svetlana Kuznetsova et Olivia Rogowska. Elle joue ensuite le tournoi WTA de l'Open GDF Suez à Paris, où elle est la plus jeune joueuse en lice, et élimine Roberta Vinci puis la Kazakhe Galina Voskoboeva pour se qualifier en quart de finale où elle affronte Sara Errani. Elle s'incline en deux sets.
En 2015, elle devient la première joueuse ukrainienne à atteindre les quarts de finale du tournoi de Roland-Garros, en battant Yanina Wickmayer, puis difficilement Yulia Putintseva (1-6, 7-5, 9-7), après Annika Beck et Alizé Cornet en huitième (6-2, 7-69) dans un match plutôt houleux. Elle perdra sèchement en deux manches contre Ana Ivanović, ancienne championne en 2008.
Puis à Cincinnati, elle réalise son meilleur résultat dans cette catégorie de tournoi. Elle y bat Alison Riske, Eugenie Bouchard, puis Caroline Garcia et enfin en quart la 6e mondiale, Lucie Šafářová (6-4, 2-6, 6-0) pour se hisser dans le dernier carré. Elle est vaincue facilement en deux manches par Serena Williams.

### 2016: qualification pour le Mastersbiset victoire sur Serena Williams aux JO
Le 10 février, l'Ukrainienne annonce sa nouvelle collaboration avec Justine Henin, ancienne numéro 1 mondiale. Celle-ci aura pour rôle d'améliorer le mental et les qualités tennistiques d'Elina dans le but avoué d'intégrer sa nouvelle protégée dans le top 10 mondial. À Dubaï, elle bat la 5e mondiale Garbiñe Muguruza, (7-63, 6-3), avant de chuter en demi-finale contre la future lauréate, Sara Errani.
Début mars, elle gagne le tournoi de Kuala Lumpur en battant la tête de série no 6 Eugenie Bouchard (6-75, 6-4, 7-5) au terme d'un match physique de près de trois heures. Elle remporte ainsi son unique titre de la saison et le cinquième de sa carrière.
Elle doit défendre ses points acquis en 2015 sur la terre battue de Roland-Garros : favorite, elle élimine sans difficulté Sorana Cîrstea et Taylor Townsend, puis bat au troisième tour Ana Ivanović (6-4, 6-4), ancienne lauréate de l'épreuve qui l'avait battue l'année passée. Elle perdra sèchement contre la future finaliste, Serena Williams (1-6, 1-6).
Aux Jeux olympiques de Rio, elle gagne difficilement ses deux premiers matchs contre Andrea Petkovic et Heather Watson en trois manches, avant de vaincre en huitièmes de finale la no 1 mondiale et grande favorite, Serena Williams (6-4, 6-3) : malgré un bon niveau de jeu, elle a bénéficié des errances de l'Américaine au service. Elle perdra sèchement au tour d'après contre Petra Kvitová (2-6, 0-6).
Dans la foulée, à New Haven un tournoi Premier, elle se hisse plutôt aisément en finale sans affronter de gros adversaires sur son parcours à part les Russes Daria Kasatkina (6-4, 5-7, 6-0) et Elena Vesnina (6-3, 6-1). Elle affronte Agnieszka Radwańska, 4e mondiale, pour le titre, mais perdra après une deuxième manche accrochée (1-6, 6-73), manquant ainsi l'occasion de remporter le plus grand titre de sa carrière.
À Tokyo, elle bat notamment Anastasia Pavlyuchenkova (7-65, 6-4) et la tête de série no 1 Garbiñe Muguruza (6-2, 4-6, 6-3), mais perd contre la surprenante Naomi Osaka en trois manches (6-1, 3-6, 2-6). À Pékin, elle bat facilement Tatjana Maria et Sabine Lisicki en deux sets, puis défait la no 1 mondiale Angelique Kerber (6-3, 7-5). Elle domine également Daria Gavrilova (7-63, 6-1), avant de buter à nouveau contre Agnieszka Radwańska (6-73, 3-6) en 1 h 42, la future lauréate du tournoi.
Début novembre, elle est qualifiée pour le Trophée de l'élite, en tant que tête de série no 4, placée dans le Groupe Rose avec Elena Vesnina et Kiki Bertens, remportant ses deux matchs en ne perdant qu'un seul set. Elle bat en demi-finale la 10e mondiale Johanna Konta (2-6, 6-1, 6-4) et perd en finale, pour la quatrième fois consécutive, contre Petra Kvitová, clôturant ainsi sa saison.

### 2017: trois titres Premier 5 et top 3, mais déception en Grand Chelem

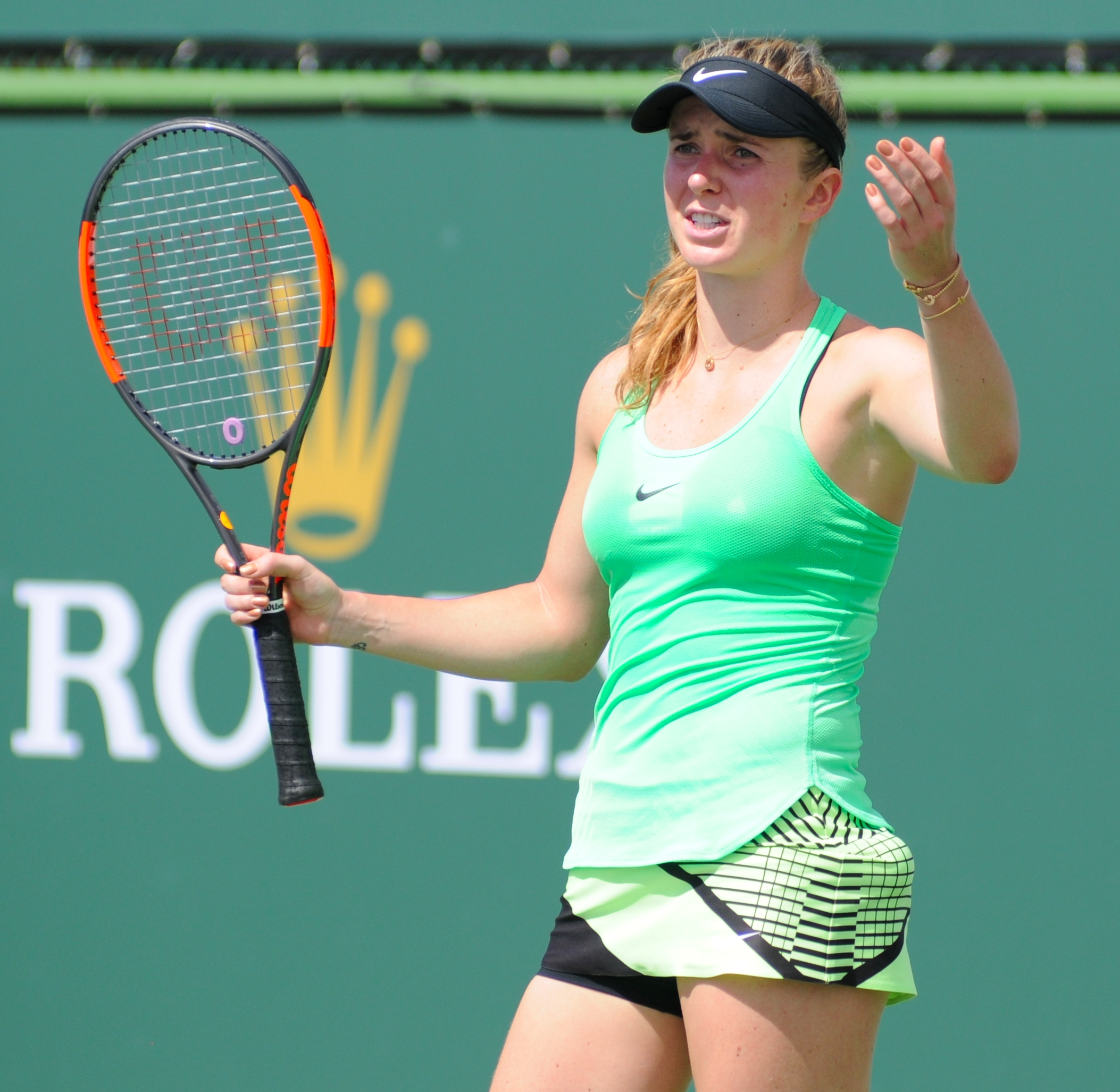
Elina Svitolina au tournoi d'Indian Wells en 2017.

En janvier à Brisbane, elle vainc la no 1 mondiale, Angelique Kerber (6-4, 3-6, 6-3) en quarts, avant de tomber (2-6, 4-6) contre la future lauréate, la Tchèque Karolína Plíšková alors 6e mondiale. À l'Open d'Australie, elle déçoit grandement en s'inclinant (5-7, 6-4, 3-6) contre Anastasia Pavlyuchenkova au 3e tour.
Le 5 février, Elina Svitolina remporte son sixième titre à Taipei, en battant difficilement en quart la qualifiée Ons Jabeur (6-1, 3-6, 7-63), puis Mandy Minella et enfin en finale la Chinoise Peng Shuai (6-3, 6-2).
Pour la tournée des émirats, elle jouit, en tant que 13e mondiale, de la tête de série numéro 7 au tournoi de Dubaï : exemptée de premier tour, elle se glisse en demi-finale avec quelques difficultés contre la qualifiée Zheng Saisai et les américaines Christina McHale (4-6, 6-4, 6-3) et Lauren Davis (6-0, 6-4). Elle arrive à battre Angelique Kerber 2e mondiale, (6-3, 7-63) en 1 h 40 et se qualifie pour sa première finale de catégorie Premier 5. Elle affronte et bat la 15e mondiale, Caroline Wozniacki (6-4, 6-2) en 1 h 28, remportant son titre le plus prestigieux. Cette victoire lui permet d'intégrer, pour la première fois de sa carrière, le top 10 mondial.
En mars, Svitolina atteint les huitièmes au tournoi d'Indian Wells en battant Wang Qiang et Daria Gavrilova mais perdant contre la 7e mondiale, Garbiñe Muguruza (6-75, 6-1, 0-6). Elle perd de même au deuxième tour du tournoi de Miami. Sa défaite (5-7, 4-6) face à Bethanie Mattek-Sands l'éjecte du top 10.
Fin avril sur la terre battue d'Istanbul, elle remporte son 8e titre en simple en se défaisant en finale de la jeune Belge Elise Mertens (6-2, 6-4). Au début de la saison de terre battue, au tournoi de Rome, elle bat difficilement Alizé Cornet (6-4, 7-611) dans un gros tie-break après en 2h33 intenses, avant une promenade santé contre la qualifiée Mona Barthel (6-0, 6-0). Elle vainc ensuite la 3e mondiale, Karolína Plíšková (6-2, 7-69). Qualifiée pour le dernier carré, elle profite de l'abandon (douleur au cou) de Garbiñe Muguruza, 7e mondiale pour se qualifier en finale. Elle remporte le titre contre la 4e mondiale, Simona Halep (4-6, 7-5, 6-1) en un peu plus de deux heures, bénéficiant de l'accident à la cheville de la Roumaine. Svitolina remporte ainsi son quatrième titre de la saison, le second dans la catégorie Premier 5, et améliore de fait son classement (6e WTA).
Roland Garros 2017 révèle l’inconstance de l'ukrainienne. À une semaine du début de Roland-Garros, elle ne se prétend pas favorite malgré sa forme sa forme de l’époque. Elina passe aisément son premier tour contre Yaroslava Shvedova, puis perd un set (3-6, 6-3, 6-2) contre Tsvetana Pironkova. Son troisième tour, contre Magda Linette (6-4, 7-5), s'avère loin d'être satisfaisant pour une joueuse de son rang. Ce parcours laborieux se confirme au tour suivant contre la qualifiée Petra Martić (290e mondiale), qu'elle parvient à battre (4-6, 6-3, 7-5) après avoir été menée 2-5, 0-30 dans la dernière manche. C'est à cette occasion qu'elle avoue, au terme du match, s'être remise en « mode Svitolina » pour s'en sortir. Svitolina s'effondre en quarts de finale, en montrant toute sa faiblesse mentale, contre la 4e mondiale Simona Halep : menant 6-3, 5-1, l'ukrainienne subit l'extraordinaire remontée de la roumaine et laisse échapper une balle de match dans le tie-break, prélude à l'humiliation qu'elle essuie dans le dernier set. Elle s'incline finalement (6-3, 6-76, 0-6) après 2 h 06 de jeu, se montrant très déçue de son match et de la tournure des événements.
Sa préparation sur gazon n'est pas terrible et arrive à Wimbledon sans aucun repère. Elle se tire du piège d'Ashleigh Barty, en s'imposant 7-5, 7-68 pour passer au second tour. Après ses victoires contre Francesca Schiavone et Carina Witthöft (6-1, 7-5), elle est vaincue (3-6, 6-76) en huitième de finale par la lauréate de Roland-Garros, la lettonne Jeļena Ostapenko.
Svitolina fait son retour un mois après sur le dur du tournoi de Toronto. En tant que 5e mondiale, elle passe son premier tour contre Daria Kasatkina (7-64, 6-4), puis vainc en huitième la finaliste de Wimbledon et 9e mondiale, Venus Williams (6-2, 6-1). Elle s'impose au terme d'un match mouvementé, notamment en raison des conditions climatiques peu avenantes, contre Garbiñe Muguruza, lauréate de Wimbledon et 4e mondiale, jouissant de l'interruption du match après le premier set (4-6, 6-4, 6-3). Elle pulvérise en demi-finale la no 2 mondiale Simona Halep (6-1, 6-1) en moins d'une heure de jeu et se qualifie pour sa première à Toronto. Svitolina s'impose dans la course au titre contre la 6e mondiale, Caroline Wozniacki (6-4, 6-0), en 1 h 17 et remporte son 5e titre de la saison et le 3e en Premier 5 (les trois premiers de l'année),.
Elle tombe par la suite en huitièmes à Cincinnati face à l'Allemande Julia Görges (5-7, 4-6). Pour le dernier Grand Chelem de l'année, l'US Open, elle a une chance de finir le tournoi no 1 mondiale en cas de victoire finale. Elle passe difficilement son premier tour contre Kateřina Siniaková (6-0, 6-75, 6-3) dans un match interrompu par la pluie, puis élimine facilement Evgeniya Rodina et Shelby Rogers en deux sets pour rejoindre les 1/8 de finale. Alors favorite du match, elle s'incline (6-72, 6-1, 4-6) alors qu'elle menait 4-2 dans l'ultime manche face à la locale Madison Keys, ne réussissant toujours pas à atteindre le dernier carré dans un Grand Chelem.
Tournée asiatique, elle décide de faire l'impasse sur Wuhan mais revient pour celui de Pékin. Arrivant en quart de finale sans perdre un set contre Zhu Lin, Ashleigh Barty et Elena Vesnina, elle affronte Caroline Garcia ; dans un match intense et physique (3h21) l'Ukrainienne finit par craquer et s'incline (7-65, 5-7, 6-76) en servant deux fois pour le match et loupant une balle de match.
Au Masters à Singapour, elle est placée dans le Groupe Rouge avec la no 1 mondiale Simona Halep, la no 6 mondiale Caroline Wozniacki et la no 8 mondiale Caroline Garcia. Pour son premier match, elle s'incline sévèrement (2-6, 0-6) en 58 minutes contre la Danoise Wozniacki. Elle perd à nouveau contre la Française Caroline Garcia et à nouveau dans un match marathon (7-67, 3-6, 5-7). Éliminée dès la phase de poule, elle remporte son dernier match contre la Roumaine Halep (6-3, 6-4) en 1 h 10, finissant ainsi sa saison sur une victoire et permettant d'envoyer Garcia en demi-finale du Masters féminin. Svitolina termine sa saison à la sixième place mondiale au classement du 30 octobre.

### 2018: quatre titres dont le Masters, mais deuxième année décevante en Grand Chelem
Svitolina fait sa rentrée à Brisbane, et élimine successivement Carla Suárez Navarro, Ana Konjuh et la neuvième mondiale Johanna Konta sur abandon dans la troisième manche, après un match très mal géré. Elle bat ensuite la quatrième mondiale Karolína Plíšková après avoir été menée 0-4 dans la 1re manche (7-5, 7-5). En finale, elle s'impose facilement contre la qualifiée Aliaksandra Sasnovich (6-2, 6-1). L'Ukrainienne remporte son 11e titre en carrière, de bon augure à la veille de l'Open d'Australie.
À l'Open d'Australie, Svitolina se qualifie aisément pour son premier quart de finale dans le tournoi après s'être défaite de trois joueuses qualifiées dont sa compatriote de 15 ans Marta Kostyuk (6-2, 6-2) ainsi que de Kateřina Siniaková (4-6, 6-2, 6-1). Elle est battue (4-6, 0-6) en quart de finale par Elise Mertens en 1 h 13, lauréate à Hobart la semaine précédente mais qui dispute son premier Open d'Australie en simple. Malgré un problème physique, Svitolina montre une fois de plus les difficultés qu'elle éprouve à se qualifier pour le dernier carré dans les tournois du Grand Chelem en tant que joueuse du top 10.
De retour sur les courts au tournoi Premier 5 de Doha, elle défait la qualifiée Markéta Vondroušová, avant d'être stoppée en 1/8 de finale par la future lauréate, Petra Kvitová (4-6, 5-7). La semaine suivante à Dubaï, en tant que tenante du titre, elle éprouve beaucoup de mal en passant son 1er tour contre la lucky loser Wang Qiang (6-1, 5-7, 6-2), et vainc Naomi Osaka (6-2, 6-4), puis la neuvième mondiale, Angelique Kerber (6-3, 6-3) pour aller en finale. Elle remporte le titre facilement (6-4, 6-0) contre Daria Kasatkina. Elle devient la troisième femme à conserver son titre, après Justine Henin (2003-2004) et Venus Williams (2009-2010). En mars, au début de l'Open d'Indian Wells, Svitolina se fait sortir au 3e tour par Carla Suárez Navarro (5-7, 3-6) dans un match très décevant. À Miami, elle arrive en 1/4 de finale en dominant la récente lauréate d'Indian Wells, Naomi Osaka (6-4, 6-2), Daria Gavrilova (4-6, 6-0, 6-1) et Ash Barty (7-5, 6-4). À ce stade, elle s'incline en 1 h 48 contre la 5e mondiale, Jeļena Ostapenko (6-73, 6-75).
La saison de terre battue et de gazon est décevante. À Stuttgart, elle déçoit en s'inclinant (7-64, 4-6, 2-6) en quart de finale contre Caroline Garcia alors 7e mondiale. Puis sortant dès le 2e tour à Madrid contre Suárez Navarro (6-2, 6-73, 4-6). Svitolina semble se ressaisir au tournoi de Rome en tant que tenante du titre. Elle élimine Petra Martić, puis perd un set contre Daria Kasatkina (0-6, 6-3, 6-2), déroule en battant Angelique Kerber (6-3, 6-3) et Anett Kontaveit (6-4, 6-3) en 1 h 14 pour aller en finale,.Elle remporte le titre en battant facilement (6-0, 6-4) la no 1 mondiale, Simona Halep. Comme l'an passé, elle fait figure de favorite au titre pour Roland-Garros ; elle s'incline (3-6, 5-7) dès le 3e tour contre la Roumaine Mihaela Buzărnescu. Elle perd à nouveau contre cette même joueuse en quart de finale du gazon de Birmingham et sombre au 1er tour de Wimbledon face à Tatjana Maria en trois manches.
En août sur le ciment américain au tournoi du Canada, Elina profite de l'abandon de Buzărnescu dans une rencontre qui restait accrochée, puis Johanna Konta (6-3, 6-4) et Elise Mertens (7-5, 6-3) pour atteindre le dernier carré. Elle perd en 1 h 38 contre la 3e mondiale Sloane Stephens (3-6, 3-6), la privant d'un doublé. À Cincinnati, elle bat en trois manches Svetlana Kuznetsova (7-61, 4-6, 6-4), puis Amanda Anisimova, avant de tomber en 1/4 de finale face à Kiki Bertens (4-6, 3-6). Et à l'US Open, elle chute contre Anastasija Sevastova (3-6, 6-1, 0-6) en 1/8 de finale dans un match décousu et ne passant toujours pas le cap des 1/4 en Grand Chelem.
Sa tournée de fin de saison est décevante avant le Masters à Singapour, où elle est placée dans le Groupe Blanc avec la no 3 mondiale Caroline Wozniacki, la no 5 mondiale Petra Kvitová et la no 8 mondiale Karolína Plíšková. Pour son premier match, elle commence par une victoire sur Kvitová (6-3, 6-3) en une heure et demie, puis vainc en trois set (6-3, 2-6, 6-3) l'autre Tchèque Plíšková dans une rencontre plus serré de presque deux heures de jeu. Avant de se sortir de son plus gros combat pour finir 1re de sa poule en battant la tenante du titre Wozniacki (5-7, 7-5, 6-3) en 2 h 35. Dans la douleur et dans un match très disputé, Elina sort victorieuse de sa demi-finale (7-5, 6-75, 6-4) face à la 9e mondiale, Kiki Bertens pour s'offrir sa première finale dans ce tournoi. Elle s'adjuge le titre et le trophée le plus important de sa carrière, en venant à bout de nouveau en trois manches (3-6, 6-2, 6-2) de la 6e mondiale, Sloane Stephens en 2 h 23 de jeu. L'Ukrainienne est invaincue en finale depuis novembre 2016 : en gagnant le Masters elle termine l'année à la 4e place mondiale,.

### 2019: premières demi-finales en Grand Chelem à Wimbledon et à l'US Open
Pour son retour à la compétition, le 2 janvier, tenante du titre et tête de série no 1 au tournoi de Brisbane, elle perd dès le premier tour contre la Biélorusse Aliaksandra Sasnovich (4-6, 6-0, 3-6). Le 15 janvier, tête de série no 6, elle dispute son premier tour à l'Open d'Australie contre la Suissesse Viktorija Golubic, qu'elle bat facilement (6-1, 6-2) tout comme la Slovaque Viktória Kužmová (6-4, 6-1) au tour suivant. En seizièmes de finale elle vainc Zhang Shuai en trois sets (4-6, 6-4, 7-5) après presque trois heures de jeu puis Madison Keys dans un match décousu en quarts de finale (6-2, 1-6, 6-1). Elle est battue sèchement par la future vainqueur Naomi Osaka en quarts de finale (4-6, 1-6).
Le 13 février, tête de série no 4 au tournoi de Doha, elle bat au premier tour Jeļena Ostapenko (6-4, 6-4) puis Karolína Muchová (6-4, 6-2) mais doit céder en trois sets contre Simona Halep en demi-finale (3-6, 6-3, 4-6). La semaine suivante, tête de série no 6 au Premier 5 de Dubaï, elle bat au premier tour la Tunisienne Ons Jabeur (7-64, 4-0 ab.). Elle corrige Garbiñe Muguruza (6-1, 6-2) au second tour, et en fait de même avec Suárez Navarro (6-2, 6-3) avant d'échouer de peu en demi-finale contre la future gagnante du tournoi, Belinda Bencic en trois sets fortement disputés (2-6, 6-3, 6-73).
En mars, au Premier Mandatory d'Indian Wells, tête de série no 6, elle bat au premier tour dans la douleur l'Américaine Sofia Kenin (3-6, 7-65, 6-4), puis se défait de Daria Gavrilova (7-5, 6-4) au second tour. En huitièmes de finale elle bat une autre Australienne, Ashleigh Barty (7-68, 5-7, 6-4) dans un match de plus de deux heures. Elle remet ça en quarts de finale contre l'invitée surprise Markéta Vondroušová (4-6, 6-4, 6-4) mais finit par céder en demi-finale contre la future lauréate, la Canadienne Bianca Andreescu (3-6, 6-2, 4-6) après 2 h 12 de combat. Après quelques jours de repos elle dispute le 23 mars son premier tour au Miami Open, second Premier Mandatory de l'année, mais blessée au genou, elle perd contre Wang Yafan (4-6, 2-6).
En mai, non totalement remise, elle cède encore dès le premier tour au Premier Mandatory de Madrid contre la Française Pauline Parmentier (4-6, 6-76) et reprend le chemin des soins. Double tenante du titre au Premier 5 de Rome, elle est finalement inscrite dans le tableau pour tenter un triplé. Tête de série no 5, exemptée de premier tour, elle est battue d'entrée par Victoria Azarenka en trois sets (6-4, 1-6, 5-7) dans un match décousu, dans le froid, le vent, la pluie et perd en conséquence trois places au classement WTA du 20 mai pour se retrouver 9e mondiale.
Pour la deuxième levée du Grand Chelem, elle commence son tournoi de Roland-Garros, en battant facilement au premier tour Venus Williams en deux sets (6-3, 6-3). Au tour suivant, elle bénéficie du retrait de sa compatriote Kateryna Kozlova, victime d'une infection virale, et se qualifie donc pour les seizièmes de finale où, opposée à l'Espagnole Garbiñe Muguruza, elle s'incline en deux sets (3-6, 3-6). Le 10 juin, elle remonte néanmoins à la 7e place au classement WTA.
Elle lance sa saison sur herbe au tournoi de Brimingham comme tête de série no 4, mais elle chute d'entrée contre la Russe Margarita Gasparyan (3-6, 6-3, 4-6). Au tournoi d'Eastbourne, le tout dernier avant Wimbledon, tête de série no 5 et exemptée de premier tour, elle perd dès son entrée en lice contre Alizé Cornet (3-6, 6-73).
À Wimbledon, tête de série no 8, elle bat au premier tour Daria Gavrilova en deux sets (7-5, 6-0), puis bénéficie de l'abandon de Margarita Gasparyan (5-7, 6-5, ab.) pour atteindre les seizièmes de finale où elle bat difficilement la Grecque María Sákkari (6-3, 6-71, 6-2). Par la suite, elle dispose aisément de Petra Martić (6-4, 6-2) puis de Karolína Muchová (7-5, 6-4), atteignant ainsi pour la première fois de sa carrière les demi-finales d'un tournoi du Grand Chelem. Opposée à Simona Halep, elle s'incline en deux sets (1-6, 3-6).
Le 2 août, elle lance sa saison sur dur au tournoi de San José. Tête de série no 1, elle bat rapidement au premier tour Daria Kasatkina (6-3, 6-1) mais chute dès le tour suivant contre Maria Sakkari (6-1, 6-73, 3-6). Au Premier 5 de Montréal, à la Coupe Rogers, elle bat au premier tour Kateřina Siniaková (6-3, 3-6, 6-3) puis Belinda Bencic (6-2, 6-4) avant de perdre en quart de finale contre l'Américaine Sofia Kenin (6-72, 4-6). Enchaînant avec le Premier 5 de Cincinnati, elle passe tranquillement contre Elise Mertens (6-4, 6-1) mais s'arrête dès le second tour, derechef contre Sofia Kenin (3-6, 63-7).
Pour le dernier Majeur de l'année, elle est tête de série no 5 à l'US Open, et bat facilement au premier tour l'Américaine Whitney Osuigwe (6-1, 7-5) avec une très longue balle de match de 40 échanges. Au tour suivant, elle bat une autre Américaine, Vénus Williams en deux sets (6-4, 6-4). Au troisième tour, elle expédie sa compatriote Dayana Yastremska (6-2, 6-0) et, dans la foulée, terrasse Madison Keys en huitième de finale (7-5, 6-4) pour s'offrir son premier quart de finale à l'US Open. Elle vainc la tête de série no 16, Johanna Konta (6-4, 6-4) en 1 h 40, mais cède sèchement en demi-finale face à Serena Williams (3-6, 1-6). Mais ce beau parcours lui apporte néanmoins son meilleur classement : en gagnant deux places, elle pointe le 9 septembre à la 3e place.
Elle commence sa tournée asiatique par le tournoi WTA Premier de Zhengzhou, où, en tant que tête de série no 2, exemptée de premier tour, elle joue le 12 septembre son huitième de finale : elle y bat difficilement Yulia Putintseva (3-6, 6-1, 7-65). En quarts de finale, elle s'incline face à Kristina Mladenovic (4-6, 6-4, 3-6). Elle enchaîne avec le tournoi WTA International de Guangzhou en tant que tête de série no 1, avec, initialement, un premier tour difficile contre Rebecca Peterson qui venait de remporter le tournoi WTA International de Nanchang. Mais cette dernière est forfait de dernière minute, remplacée par la Slovène Dalila Jakupovic : Svitolina la bat en deux sets (6-3, 6-3). En huitièmes de finale, elle abandonne face à la Tchèque Marie Bouzková au milieu du deuxième set (4-6, 3-4).
Elle reprend le 24 septembre au tournoi WTA Premier 5 de Wuhan : tête de série no 3, elle bat au premier tour Garbiñe Muguruza (7-5, 6-2) puis se défait de Svetlana Kuznetsova (6-4, 6-2), mais en quarts de finale elle est sèchement battue par Alison Riske (1-6, 3-6). Le 29 septembre, elle s'aligne au tournoi Premier Mandatory de Pékin : tête de série no 3, elle bat au premier tour la Lettone Anastasija Sevastova (6-74, 6-1, 6-2). Au second tour, elle bataille plus de deux heures face à Wang Yafan (7-65, 7-61). En huitièmes de finale, elle parvient à se défaire de Sofia Kenin (6-3, 6-78, 6-3) mais elle est battue au tour suivant par la tête de série no 8, Kiki Bertens (6-76, 2-6).
Le 17 octobre, tête de série numéro 1 au tournoi de Moscou, exemptée de premier tour, elle affronte pour son entrée en lice Veronika Kudermetova mais cède en trois sets (2-6, 6-1, 5-7), manifestement la tête ailleurs, tout juste qualifiée pour aller défendre son titre aux Masters féminin qui se tiendront à Shenzhen dès le 27.
Membre du groupe violet aux Masters elle se retrouve avec Karolína Plíšková, Simona Halep et Bianca Andreescu. Pour son premier match, le 28 octobre, elle bat Karolína Plíšková en deux sets et deux heures (7-612, 6-4). Pour son deuxième match de poule, elle bat Simona Halep en deux sets (7-5, 6-3) et 1 h 39 de jeu. Qualifiée pour les demi-finales, pour son dernier match de poule elle bat Sofia Kenin (remplaçante d'Andreescu, forfait sur blessure) dans un match sans enjeu (7-5, 7-610) mais très accroché de plus de deux heures. Elle bat en demi-finale Belinda Bencic (5-7, 6-3, 4-1) sur abandon après 1 h 51 de match et se voit l'occasion de défendre son titre acquis l'an passée. Elle perd cependant en finale contre la no 1 mondiale Ashleigh Barty (4-6, 3-6) en 1 h 26.

### 2020: année compliquée, mais deux titres et maintien dans le top 5
Sviotlina connaît un début de saison très décevant, s'inclinant lourdement dès son premier match de l'année à Brisbane, battue (1-6, 1-6) par Danielle Collins. À l'Open d'Australie, elle atteint le troisième tour, où elle reste sans solution face à Garbiñe Muguruza, future finaliste du tournoi (1-6, 2-6). Au tournoi de Hua Hin, elle se fait surprendre en quart de finale par la Japonaise Nao Hibino, 84e mondiale (4-6, 2-6), laquelle n'avait jamais battu de joueuse du top 15. Elle enchaîne avec deux défaites dès son entrée en lice à Dubaï, battue (2-6, 1-6) par Jennifer Brady, puis à Doha, battue encore une fois en deux sets (3-6, 3-6) par Amanda Anisimova.
Début mars, juste avant l'interruption du circuit due à la pandémie, elle se relance et remporte le 14e titre de sa carrière à Monterrey, en venant à bout de la Tchèque Marie Bouzková, tête de série no 9, lors d'une finale très disputée de trois heures (7-5, 4-6, 6-4).
Pour sa reprise de la compétition mi-septembre à Rome, elle bat les Russes Anastasia Pavlyuchenkova et Svetlana Kuznetsova en deux sets, mais s'incline sèchement contre la Tchèque Markéta Vondroušová en quart de finale (3-6, 0-6). Le 26 septembre, elle remporte son 15e titre aux Internationaux de Strasbourg, en dominant Aryna Sabalenka en demi-finale (6-2, 4-6, 6-4) puis Elena Rybakina en finale (6-4, 1-6, 6-2).
Tête de série no 3 à Roland-Garros, elle atteint les quarts de finale, où elle est battue par la surprenante qualifiée argentine Nadia Podoroska (2-6, 4-6). Svitolina termine sa saison par une nouvelle défaite d'entrée contre María Sákkari (3-6, 3-6) au tournoi indoor d'Ostrava.

### 2021: médaillée de bronze aux Jeux olympiques et sortie du top 10
Pour son premier tournoi de la saison à Abu Dhabi, Elina Svitolina sauve deux balles de match contre la Russe Ekaterina Alexandrova au troisième tour (6-2, 6-75, 7-68) puis s'incline en quart de finale contre Veronika Kudermetova (7-5, 3-6, 6-73).
Lors de la tournée australienne de février, elle atteint de nouveau les quarts de finale au tournoi de Melbourne, battue par la Belge Elise Mertens (3-6, 7-5, 6-10). À l'Open d'Australie, elle domine Marie Bouzková, Coco Gauss et Yulia Putintseva en deux sets mais échoue en huitièmes contre l'Américaine Jessica Pegula, 61e mondiale (4-6, 6-3, 3-6).
Après deux défaites en quarts à Doha, contre Victoria Azarenka, puis au deuxième tour à Dubaï, contre Svetlana Kuznetsova, elle atteint les demi-finales du tournoi de Miami, après des victoires contre Shelby Rogers, Ekaterina Alexandrova, Petra Kvitová et Anastasija Sevastova. Elle s'incline avant la finale contre la no 1 mondiale Ashleigh Barty (3-6, 3-6).
Sur la terre battue de Stuttgart, elle bat Angelique Kerber (7-64, 6-3) et sauve deux balles de match face à Petra Kvitová (6-74, 7-5, 6-2), mais finit par céder de nouveau contre Ashleigh Barty (6-4, 6-75, 2-6) en demies. Elle est surprise d'entrée au tournoi de Madrid par la Suissesse Jil Teichmann, malgré 6 balles de match en sa faveur (6-2, 4-6, 6-75). À Rome, elle bat l'Américaine Amanda Anisimova (2-6, 6-3, 6-4) et l'Espagnole Garbiñe Muguruza (6-4, 6-2), avant que la Polonaise Iga Świątek ne mette fin à son parcours en quarts (2-6, 5-7). À Roland-Garros, elle s'incline au troisième tour contre la Tchèque Barbora Krejčíková, future vainqueur du tournoi (3-6, 2-6).
Svitolina connaît ensuite une saison sur gazon décevante, ne gagnant que 2 matchs en 3 tournois. Elle est battue dès son premier match à Berlin par Ekaterina Alexandrova (4-6, 5-7), puis au deuxième tour à Eastbourne par Elena Rybakina (4-6, 6-73) et à Wimbledon par Magda Linette (3-6, 4-6).
Durant l'été, elle s'incline en demi-finale des Jeux olympiques de Tokyo face à Markéta Vondroušová (3-6, 1-6), mais renverse ensuite la Kazakhstanaise Elena Rybakina (1-6, 7-65, 6-4) pour décrocher la médaille de bronze en simple dames.
Elle ne parvient cependant pas à enchaîner, éliminée au deuxième tour à Montréal par Johanna Konta (6-3, 3-6, 2-6) et à Cincinnati par Angelique Kerber (5-7, 6-2, 4-6). Fin août, elle renoue avec le succès en s'adjugeant le tournoi WTA 250 de Chicago, contre la Française Alizé Cornet en finale (7-5, 6-4).
Pour le dernier Grand Chelem de la saison à l'US Open, elle se hisse en quart de finale sans perdre un set, éliminant sur son parcours deux joueuses qualifiées, Daria Kasatkina et l'ancienne no 1 mondiale Simona Halep en huitièmes de finale. Elle est cependant surprise avant les demies par la jeune Canadienne Leylah Fernandez, 73e mondiale (3-6, 6-3, 6-75).
Fin septembre, elle atteint les quarts du tournoi WTA Premier de Chicago, battue pour la première fois par la Tunisienne Ons Jabeur (4-6, 2-6). Elle remporte deux matchs également à Indian Wells, avant de s'incliner lourdement contre Jessica Pegula (1-6, 1-6) en huitièmes de finale. Pour son dernier tournoi de l'année au WTA 250 de Tenerife, elle est éliminée au premier tour par la Colombienne Camila Osorio (7-5, 3-6, 2-6).
Malgré l'obtention de son seizième titre et au regard de parcours décevants en Grand Chelem, elle termine l'année pour la première fois depuis 4 ans en dehors du top 10 en finissant 15e.

### 2022: pause et grossesse
En 2022, Elina Svitolina se met en retrait du tennis à cause d'un mal de dos récurrent et d'un épuisement mental dû à l'invasion de l'Ukraine par la Russie. Elle se consacre alors à l'aide de son pays et est nommée ambassadrice de l'association United 24 (association créée par le président ukrainien pour récolter des fonds en aide à l'Ukraine) aux côtés d'Andriy Chevtchenko, gloire ukrainienne du football international des décennies 1990 et 2000,.
Enceinte, elle donne naissance au mois d’octobre à une fille prénommée Skaï, dont le père est le tennisman français Gaël Monfils, son mari depuis 2021.

### 2023: retour sur le circuit, titre à Strasbourg, quart de finale à Roland-Garros et demi-finale à Wimbledon
Elina Svitolina fait son retour sur le circuit WTA en 2023 et dispose d'un nouvel entraîneur, Raemon Sluiter. Elle dispute son premier tournoi à Charleston. Malgré un bon match, elle perd au 1er tour face à la Kazakhe Yulia Putintseva (7-63, 2-6, 4-6). Elle décide ensuite de s'aligner sur le circuit ITF en Europe pour reprendre confiance en disputant des matchs. Bénéficiant d'invitations des organisateurs, elle prend également part aux Masters 1000 de Madrid et de Rome, où elle s'incline d'entrée contre la Biélorusse Aliaksandra Sasnovich (4-6, 5-7) et contre sa compatriote Lesia Tsurenko (4-6, 3-6) respectivement. Début mai, elle gagne trois matchs pour atteindre la demi-finale du tournoi WTA 125 de Saint-Malo, où elle est dominée par Sloane Stephens (5-7, 6-75).
Fin mai, invitée à Strasbourg, elle dispose de l'Américaine Louisa Chirico (6-4, 7-61), profite du forfait d'Erin Routliffe puis sort la Russe Varvara Gracheva (6-3, 6-4) pour rejoindre les demi-finales. Elle y affronte la locale Clara Burel qu’elle bat en trois sets (4-6, 7-5, 6-3) pour disputer la finale du tournoi, la première depuis son retour à la compétition. Elle gagne la finale contre la Russe Anna Blinkova (6-2, 6-3), ce qui constitue son premier titre depuis fin 2021 et son arrêt de la compétition en raison de sa grossesse. À Roland-Garros, elle passe les trois premiers tours et se qualifie pour les quarts de finale en battant en huitièmes de finale la Russe Daria Kasatkina, tête de série no 9, en deux sets, dont le second au jeu décisif (6-4, 7-65). Elle perd son quart de finale contre la Biélorusse Aryna Sabalenka, no 2 mondiale, en deux sets (4-6, 4-6).
À Wimbledon, elle retrouve les demi-finales, égalant son meilleur résultat dans le tournoi londonien. Elle bat notamment quatre anciennes vainqueurs de Grand Chelem sur son parcours : les Américaines Venus Williams et Sofia Kenin, la Biélorusse Victoria Azarenka en huitièmes de finale (2-6, 6-4, 7-69) puis la Polonaise Iga Świątek, no 1 mondiale, en quart de finale (7-5, 6-75, 6-2). Malgré cette performance, elle s'arrête comme en 2019 aux portes de la finale, battue par la Tchèque Markéta Vondroušová (3-6, 3-6), future lauréate du tournoi.
De retour à la compétition au tournoi WTA 500 de Washington, elle bat de nouveau Victoria Azarenka (7-62, 6-4), ainsi que Daria Kasatkina (6-2, 6-2) pour la huitième fois en autant de confrontations. Elle est renversée par l'Américaine Jessica Pegula, tête de série no 1, en quart de finale (6-4, 3-6, 4-6). Au Masters 1000 de Montréal, elle est battue sèchement par Danielle Collins pour son entrée en lice (2-6, 2-6). Elle déclare ensuite forfait pour le tournoi de Cincinnati, blessée au pied droit. À l'US Open, elle remporte ses deux premiers tours contre Anna-Lena Friedsam (6-3, 6-1 en moins d'1 heure) puis Anastasia Pavlyuchenkova qu'elle renverse en trois manches (5-7, 6-4, 6-4). Mais comme quelques semaines plus tôt à Washington, elle s'incline face à la no 3 mondiale Jessica Pegula en trois sets (4-6, 6-4, 2-6) au troisième tour.

### 2024: Quart de finale à Wimbledon, finale à Auckland et porte-drapeau olympique
Elle commence l'année à Auckland et fait honneur à son statut de tête de série numéro deux en sortant d'abord l'ancienne retraitée Caroline Wozniacki (6-4, 6-3), invitée par les organisateurs et la jeune Britannique Emma Raducanu, blessée une bonne partie de la saison passée (6-7, 7-6, 6-1), après que son adversaire aie servi pour le match. Elle enchaîne avec un match plus facile contre la Tchèque Marie Bouzková (6-0, 6-3) et renverse la Chinoise Wang Xiyu en demi-finale (2-6, 6-4, 6-3). Elle affronte la jeune Américaine Coco Gauff, vainqueur de l'US Open l'année passée et qui n'a pas perdu un seul set du tournoi. Malgré le gain de la première manche, l'Ukrainienne doit s'incliner (7-6, 3-6, 3-6) contre la numéro trois mondiale.
Elle enchaîne en janvier avec l'Open d'Australie où elle se défait facilement d'abord de Taylah Preston, jeune invitée locale (6-2, 6-2), de la Bulgare Viktoriya Tomova (6-1, 6-3) et de la Suissesse Viktorija Golubic (6-2, 6-3) qui a gagné ses premiers matchs en carrière dans le premier Majeur de l'année. Alors que sa partie de tableau s'est ouverte, elle est contrainte à l'abandon en huitièmes de finale contre le jeune Tchèque Linda Nosková, tombeuse de la numéro une Iga Świątek au tour précédent (0-3 ab.). Elle sort ensuite sa compatriote Anhelina Kalinina (6-3, 7-6) et l'Allemande Tatjana Maria (6-3, 6-3) à Dubaï mais butte sur la numéro une Iga Świątek (1-6, 4-6) en huitièmes de finale. Elle parvient mi-mars au troisième tour d'un WTA 1000 pour la première fois depuis trois ans à Indian Wells où elle se défait de la spécialiste de double Kateřina Siniaková (6-3, 2-6, 6-1) mais s'incline au match suivant contre la locale Emma Navarro (1-6, 6-4, 3-6), qui terminera l'année dans le Top 10. Elle hérite d'un tirage difficile à Miami en la personne de Naomi Osaka (qu'elle n'a plus affrontée depuis cinq saisons), ancienne numéro une et est contrainte à la défaite (2-6, 6-7) d'entrée. Entamant la tournée sur terre à Charleston, elle se débarrasse de la qualifiée Daria Saville (6-2, 6-4) mais tombe contre Elise Mertens (4-6, 1-6) au tour suivant.

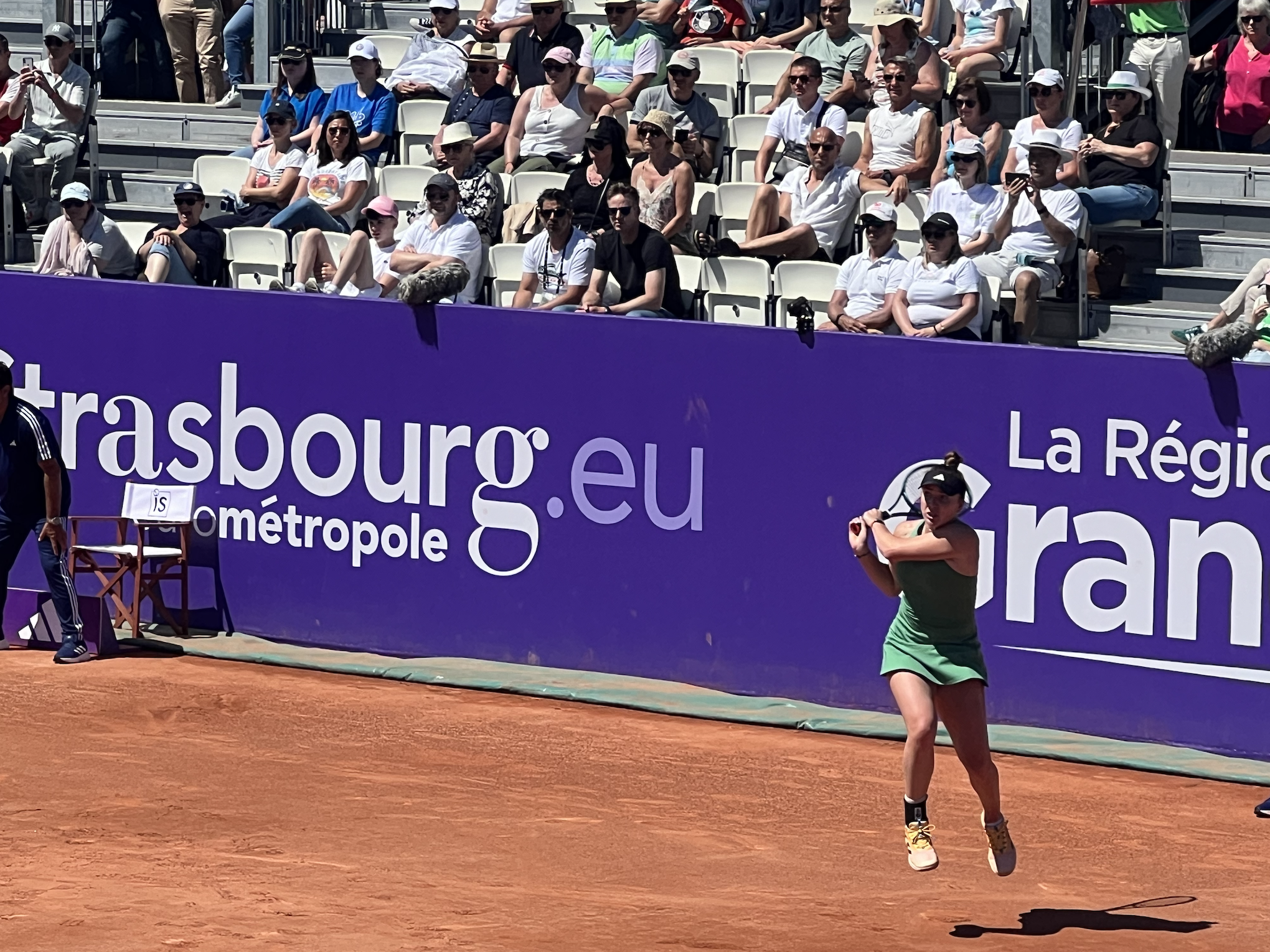
Svitolina en action aux Internationaux de Strasbourg 2024.

Comme chaque année à Madrid, elle ne parvient pas à aller loin, étant cette saison battue d'entrée par la locale Sara Sorribes Tormo (3-6, 5-7). Elle rebondit à Rome en atteignant les huitièmes de finales, une première en WTA 1000 depuis trois ans. Elle bat facilement pour cela la locale et vétéran Sara Errani (6-0, 6-2) et la Russe Anna Kalinskaya, quart de finaliste à l'Open d'Australie en début de saison (6-3, 6-3) avant de tomber contre la numéro deux mondiale Aryna Sabalenka vainqueur du Grand Chelem australien en début d'année (6-4, 1-6, 6-7) après avoir obtenu trois balles de match. Après deux matchs contre les Françaises Diane Parry (6-3, 6-4) et Clara Burel (6-7, 6-4, 1-6) à Strasbourg, elle renverse dans un duel de prestige au premier tour de Roland Garros l'ancienne numéro une Karolína Plíšková (3-6, 6-4, 6-2) puis s'offre de nouveau en deux manches la jeune Diane Parry (6-4, 7-6) et la Roumaine Ana Bogdan (7-5, 6-2) avant de tomber contre une des favorites du tournoi, la numéro quatre mondiale Elena Rybakina (4-6, 3-6) en huitièmes de finale. Après avoir vu Caroline Wozniacki prendre sa revanche du début d'année (3-6, 7-6, 5-7) à Bad Homburg, elle joue ensuite le tournoi de Wimbledon et défend sa demi-finale de l'année passée en commençant par un match difficile contre la Polonaise Magda Linette (7-5, 6-7, 6-3) , puis convainc sur son niveau de jeu en sortant l'Allemande Jule Niemeier, ancienne quart de finaliste (6-3, 6-4) et prend sa revanche sur la Tunisienne Ons Jabeur, double finaliste du tournoi et qui l'avait sorti aux portes de la finale la saison passée (6-1, 7-6). Elle enchaîne avec une nouvelle victoire sur la jeune Chinoise Wang Xinyu dont elle ne fait qu'une bouchée (6-2, 6-1) pour rallier les quarts de finale. Comme à Roland Garros, elle se fait battre par Elena Rybakina, ancienne lauréate en deux manches (3-6, 2-6).
Investie pour son pays depuis l'invasion de l'Ukraine par la Russie, Svitolina est désignée porte-drapeau ukrainienne pour la cérémonie d'ouverture des Jeux olympiques de Paris. Elle est battue en huitièmes de finale du simple par Barbora Krejčíková, récente vainqueur au Temple de son deuxième Grand Chelem en trois sets. Elle s'incline au second tour à Toronto (contre Marta Kostyuk) et au troisième tour à Cincinnati face à Aryna Sabalenka, troisième joueuse mondiale et future vainqueur à Flushing Meadows (5-7, 2-6). Elle subit la loi de la futur vainqueur Linda Nosková à Monterrey (4-6, 4-6) dès le second tour juste avant l'US Open, où elle est battue au troisième tour par la tenante du titre et numéro deux mondiale Coco Gauff (3-6, 6-3, 6-3)après deux victoires sur María Carlé qui joue pour la première fois le tournoi (3-6, 6-3, 6-4) et Anhelina Kalinina (6-1, 6-2). Ayant une gêne au pied droit depuis plusieurs mois, elle se fait opérer en septembre et arrête sa saison. Elle termine l'année au 23e rang mondial.

### 2025. Quart de finale à l'Open d'Australie, Roland Garros, Indian Wells, Rome et Montréal, demi à Madrid
Elina Svitolina fait son retour à la compétition à l'occasion de l'Open d'Australie. Tête de série numéro 28 du tournoi, elle domine Sorana Cîrstea (6-4, 6-4), Caroline Dolehide (6-1, 6-4) et notamment Jasmine Paolini, quatrième mondiale (2-6, 6-4, 6-0) et finaliste l'année passée à Roland Garros et Wimbledon, au troisième tour en trois sets avant d'être éliminée pour son douzième quart de finale en Majeur en carrière par l'Américaine Madison Keys (3-6, 6-3, 6-4).
Elle réussit une nouvelle belle performance à Indian Wells, où elle élimine trois Américaines, la jeune Ashlyn Krueger, finaliste à Abou Dhabi (6-1, 6-7, 6-3), l'ancienne septième mondiale Danielle Collins (6-2, 6-4) et se montrant renversante contre la numéro quatre Jessica Pegula, finaliste du dernier US Open (5-7, 6-1, 6-2), ralliant ainsi les quarts de finale du tournoi pour la première fois depuis six ans. Confrontée à la pépite Russe Mirra Andreeva, vainqueur de son premier WTA 1000 à Dubaï un mois plus tôt, elle doit s'incliner (5-7, 3-6).
Elle se montre intraitable à Rouen, en avril, ne laissant aucun set à la Suissesse Jil Teichmann (6-4, 6-2), à sa compatriote Anhelina Kalinina, ancienne finaliste à Rome (6-4, 6-0), à l'Espagnole Jéssica Bouzas Maneiro (6-3, 6-2), à la Roumaine Elena-Gabriela Ruse (6-0, 6-2) et à la Serbe Olga Danilović (6-4, 7-6) pour remporter son dix-huitième titre en carrière, le premier depuis près de deux ans. Elle continue d'impressionner à Madrid, passant le deuxième tour pour la toute première fois de sa carrière lors de sa dixième participation contre Sonay Kartal (6-3, 6-1). Elle sort en deux manches la onzième joueuse mondiale Elena Rybakina (6-3, 6-4), demi-finaliste l'année passée, et sur le même score l'ancienne numéro trois María Sákkari. Elle enchaîne une neuvième victoire consécutive sur la surprise du tournoi, la Japonaise Moyuka Uchijima (6-2, 6-1). En demi-finale, la numéro une Aryna Sabalenka, finaliste à l'Open d'Australie en début d'année, la sort (3-6, 5-7) pour la quatrième fois sur leurs quatre derniers duels. Elle enchaîne à Rome, battant l'Espagnole Jéssica Bouzas Maneiro (6-4, 7-6), qui dispute pour la première fois le tournoi et les Américaines Hailey Baptiste (6-4, 3-6, 6-4) et Danielle Collins (6-4, 6-2), vainqueur surprise de la triple tenante du titre à Roland Garros, Iga Świątek au tour précédent. Jouant une troisième Américaine, Peyton Stearns, elle laisse son adversaire rejoindre sa première demi-finale en WTA 1000 à l'issue du tie-break du troisième set (2-6, 6-4, 6-7).
Elle montre sa régularité à Roland Garros, parvenant jusqu'en quarts de finale pour la cinquième fois de sa carrière, écrasant la Turque Zeynep Sönmez (6-1, 6-1) et écartant avec des sets serrés la Hongroise Anna Bondár (7-6, 7-5) et l'Américaine Bernarda Pera en deux jeux décisifs. Elle sauve en huitièmes de finale trois balles de match contre la finaliste de l'année dernière et numéro quatre mondiale Jasmine Paolini, récemment titrée à Rome (4-6, 7-6, 6-1). Elle ne perce néanmoins pas son plafond de verre, échouant encore à ce stade contre la triple tenante du titre Iga Świątek (1-6, 5-7).
Elle écarte juste avant Wimbledon la Belge Elise Mertens (7-5, 6-4), récente vainqueur à Bois-Le-Duc mais perd contre la Brésilienne Beatriz Haddad Maia qu'elle affronte pour la première fois (6-3, 4-6, 6-7) à Bad Homburg. Au Temple, elle sort facilement de nouveau Anna Bondár (6-3, 6-1) et la qualifiée Aliaksandra Sasnovich (6-2, 6-4) avant de voir Elise Mertens prendre sa revanche (1-6, 6-7). En forme sur le début de la tournée américaine de fin de saison, elle domine aisément à Montréal la qualifiée Kamilla Rakhimova (7-5, 6-2), une deuxième Russe en la personne d'Anna Kalinskaya (6-1, 6-1) et la récente finaliste de Wimbledon, Amanda Anisimova (6-4, 6-1) pour rallier les quarts de finale à l'Open du Canada pour la première fois depuis six saisons. Elle voit la Japonaise Naomi Osaka remporter leur huitième duel (2-6, 2-6), l'ancienne numéro une accédant à sa première demi-finale en WTA 1000 depuis trois ans. Elle s'incline d'entrée en août contre l'ancienne numéro deux Barbora Krejčíková (6-2, 4-6, 3-6) pour la troisième fois en autant de duels à Cincinnati.

## Vie privée
À partir de 2018, Elina Svitolina est en couple avec le Français Gaël Monfils ; ils exposent une partie de leur vie quotidiennement sur un profil Instagram intitulé « G.E.M.S. life » (nom reprenant les initiales de « Gaël-Elina-Monfils-Svitolina ») qui compte plus de 130 000 abonnés au 18 Janvier 2025.
Le 20 février 2021, le couple fait part de sa rupture après environ trois années de vie commune. Néanmoins, un mois et demi plus tard, le 3 avril, Elina Svitolina et Gaël Monfils annoncent sur des réseaux sociaux leurs fiançailles et leur mariage en juillet de la même année. Le 16 juillet 2021, les deux joueurs professionnels se marient à Nyon,, en Suisse.
Sur ses comptes Instagram et Twitter, Svitolina utilise le nom « Elina Monfils », mais conserve celui d’Elina Svitolina sur le circuit de la compétition. Elle déclare qu’elle commencera à adopter celui d’Elina Monfils une fois achevée sa carrière de joueuse.
En mai 2022, le couple annonce qu'il attend une fille. Prénommée Skaï, elle naît le 15 octobre 2022.
Depuis l’ouverture de la chaîne YouTube de son mari, consacrée à la carrière de ce dernier au moyen de vlogs, Svitolina y fait des apparitions régulières.
Elle crée une fondation qui porte son nom en 2019. La fondation a pour objectif d'aider de jeunes Ukrainiens à apprendre à jouer au tennis.

## Palmarès

### Titres en simple dames
| No | Date       | Nom et lieu du tournoi                   | Catégorie | Dotation    | Surface      | Finaliste             | Score          |          |
| -- | ---------- | ---------------------------------------- | --------- | ----------- | ------------ | --------------------- | -------------- | -------- |
| 1  | 22-07-2013 | Baku Cup, Bakou                          | Intern'l  | 235 000 $   | Dur (ext.)   | Shahar Peer           | 6-4, 6-4       | Parcours |
| 2  | 21-07-2014 | Baku Cup, Bakou                          | Intern'l  | 250 000 $   | Dur (ext.)   | Bojana Jovanovski     | 6-1, 7-62      | Parcours |
| 3  | 27-04-2015 | GP Princesse Lalla Meryem, Marrakech     | Intern'l  | 250 000 $   | Terre (ext.) | Tímea Babos           | 7-5, 7-63      | Parcours |
| 4  | 29-02-2016 | Malaysian Open, Kuala Lumpur             | Intern'l  | 250 000 $   | Dur (ext.)   | Eugenie Bouchard      | 6-75, 6-4, 7-5 | Parcours |
| 5  | 30-01-2017 | Taïwan Open, Taipei                      | Intern'l  | 250 000 $   | Dur (ext.)   | Peng Shuai            | 6-3, 6-2       | Parcours |
| 6  | 19-02-2017 | Tennis Championships, Dubaï              | Premier 5 | 2 666 000 $ | Dur (ext.)   | Caroline Wozniacki    | 6-4, 6-2       | Parcours |
| 7  | 24-04-2017 | BNP Paribas Istanbul Cup, Istanbul       | Intern'l  | 250 000 $   | Terre (ext.) | Elise Mertens         | 6-2, 6-4       | Parcours |
| 8  | 15-05-2017 | Internazionali BNL d'Italia, Rome        | Premier 5 | 3 076 495 $ | Terre (ext.) | Simona Halep          | 4-6, 7-5, 6-1  | Parcours |
| 9  | 07-08-2017 | Rogers Cup, Toronto                      | Premier 5 | 2 735 139 $ | Dur (ext.)   | Caroline Wozniacki    | 6-4, 6-0       | Parcours |
| 10 | 31-12-2017 | Brisbane International, Brisbane         | Premier   | 1 000 000 $ | Dur (ext.)   | Aliaksandra Sasnovich | 6-2, 6-1       | Parcours |
| 11 | 19-02-2018 | Tennis Championships, Dubaï              | Premier   | 2 623 485 $ | Dur (ext.)   | Daria Kasatkina       | 6-4, 6-0       | Parcours |
| 12 | 14-05-2018 | Internazionali BNL d'Italia, Rome        | Premier 5 | 3 351 720 $ | Terre (ext.) | Simona Halep          | 6-0, 6-4       | Parcours |
| 13 | 21-10-2018 | WTA Finals, Singapour                    | Masters   | 7 000 000 $ | Dur (int.)   | Sloane Stephens       | 3-6, 6-2, 6-2  | Parcours |
| 14 | 02-03-2020 | Abierto GNP Seguros, Monterrey           | Intern'l  | 251 750 $   | Dur (ext.)   | Marie Bouzková        | 7-5, 4-6, 6-4  | Parcours |
| 15 | 20-09-2020 | Internationaux de Strasbourg, Strasbourg | Intern'l  | 202 250 $   | Terre (ext.) | Elena Rybakina        | 6-4, 1-6, 6-2  | Parcours |
| 16 | 22-08-2021 | Chicago Women's Open, Chicago            | WTA 250   | 235 238 $   | Dur (ext.)   | Alizé Cornet          | 7-5, 6-4       | Parcours |
| 17 | 21-05-2023 | Internationaux de Strasbourg, Strasbourg | WTA 250   | 259 303 $   | Terre (ext.) | Anna Blinkova         | 6-2, 6-3       | Parcours |
| 18 | 14-04-2025 | Open de Rouen, Rouen                     | WTA 250   | 275 094 $   | Terre (int.) | Olga Danilovic        | 6-4, 7-68      | Parcours |

### Finales en simple dames
| No | Date       | Nom et lieu du tournoi      | Catégorie    | Dotation     | Surface    | Vainqueure          | Score          |          |
| -- | ---------- | --------------------------- | ------------ | ------------ | ---------- | ------------------- | -------------- | -------- |
| 1  | 21-08-2016 | Connecticut Open, New Haven | Premier      | 761 000 $    | Dur (ext.) | Agnieszka Radwańska | 6-1, 7-63      | Parcours |
| 2  | 01-11-2016 | WTA Elite Trophy, Zhuhai    | Elite Trophy | 2 214 500 $  | Dur (int.) | Petra Kvitová       | 6-4, 6-2       | Parcours |
| 3  | 27-10-2019 | WTA Finals, Shenzhen        | Masters      | 14 000 000 $ | Dur (int.) | Ashleigh Barty      | 6-4, 6-3       | Parcours |
| 4  | 01-01-2024 | ASB Classic, Auckland       | WTA 250      | 267 082 $    | Dur (ext.) | Coco Gauff          | 64-7, 6-3, 6-3 | Parcours |

### Titres en double dames
| No | Date       | Nom et lieu du tournoi            | Catégorie | Dotation  | Surface    | Partenaire      | Finalistes                       | Score            |          |
| -- | ---------- | --------------------------------- | --------- | --------- | ---------- | --------------- | -------------------------------- | ---------------- | -------- |
| 1  | 14-07-2014 | BNP Paribas Istanbul Cup Istanbul | Intern'l  | 250 000 $ | Dur (ext.) | Misaki Doi      | Oksana Kalashnikova Paula Kania  | 6-4, 6-0         | Parcours |
| 2  | 20-07-2015 | BNP Paribas Istanbul Cup Istanbul | Intern'l  | 250 000 $ | Dur (ext.) | Daria Gavrilova | Çağla Büyükakçay Jelena Janković | 5-7, 6-1, [10-4] | Parcours |

### Finale en double dames
Aucune

### Finale en double mixte
| No | Date       | Nom et lieu du tournoi          | Catégorie | Dotation      | Surface    | Vainqueures                  | Partenaire          | Score        |          |
| -- | ---------- | ------------------------------- | --------- | ------------- | ---------- | ---------------------------- | ------------------- | ------------ | -------- |
| 1  | 03-01-2016 | Hyundai Hopman Cup XXVIII Perth | ITF       | 1 000 000 AU$ | Dur (int.) | Daria Gavrilova Nick Kyrgios | Alexandr Dolgopolov | 2 matchs à 0 | Parcours |

### Titre en simple en WTA 125
| No | Date       | Nom et lieu du tournoi  | Catégorie | Dotation  | Surface    | Finaliste         | Score    |          |
| -- | ---------- | ----------------------- | --------- | --------- | ---------- | ----------------- | -------- | -------- |
| 1  | 05-11-2012 | Royal Indian Open, Pune | WTA 125   | 125 000 $ | Dur (ext.) | Kimiko Date-Krumm | 6-2, 6-3 | Parcours |

## Parcours en Grand Chelem

### En simple dames
| Année | Open d'Australie | Open d'Australie  | Internationaux de France | Internationaux de France | Wimbledon       | Wimbledon           | US Open         | US Open              |
| ----- | ---------------- | ----------------- | ------------------------ | ------------------------ | --------------- | ------------------- | --------------- | -------------------- |
| 2011  | —                | —                 | Q1                       | Anastasia Pivovarova     | —               | —                   | —               | —                    |
| 2012  | —                | —                 | Q2                       | Garbiñe Muguruza         | Q1              | Garbiñe Muguruza    | 1er tour (1/64) | Ana Ivanović         |
| 2013  | 1er tour (1/64)  | Angelique Kerber  | 2e tour (1/32)           | Varvara Lepchenko        | 1er tour (1/64) | Marion Bartoli      | 2e tour (1/32)  | Christina McHale     |
| 2014  | 3e tour (1/16)   | Sloane Stephens   | 2e tour (1/32)           | Ana Ivanović             | 1er tour (1/64) | Misaki Doi          | 1er tour (1/64) | Polona Hercog        |
| 2015  | 3e tour (1/16)   | Serena Williams   | 1/4 de finale            | Ana Ivanović             | 2e tour (1/32)  | Casey Dellacqua     | 3e tour (1/16)  | Ekaterina Makarova   |
| 2016  | 2e tour (1/32)   | Naomi Osaka       | 1/8 de finale            | Serena Williams          | 2e tour (1/32)  | Yaroslava Shvedova  | 3e tour (1/16)  | Petra Kvitová        |
| 2017  | 3e tour (1/16)   | A. Pavlyuchenkova | 1/4 de finale            | Simona Halep             | 1/8 de finale   | Jeļena Ostapenko    | 1/8 de finale   | Madison Keys         |
| 2018  | 1/4 de finale    | Elise Mertens     | 3e tour (1/16)           | Mihaela Buzărnescu       | 1er tour (1/64) | Tatjana Maria       | 1/8 de finale   | Anastasija Sevastova |
| 2019  | 1/4 de finale    | Naomi Osaka       | 3e tour (1/16)           | Garbiñe Muguruza         | 1/2 finale      | Simona Halep        | 1/2 finale      | Serena Williams      |
| 2020  | 3e tour (1/16)   | Garbiñe Muguruza  | 1/4 de finale            | Nadia Podoroska          | Annulé          | Annulé              | —               | —                    |
| 2021  | 1/8 de finale    | Jessica Pegula    | 3e tour (1/16)           | Barbora Krejčíková       | 2e tour (1/32)  | Magda Linette       | 1/4 de finale   | Leylah Fernandez     |
| 2022  | 3e tour (1/16)   | Victoria Azarenka | —                        | —                        | —               | —                   | —               | —                    |
| 2023  | —                | —                 | 1/4 de finale            | Aryna Sabalenka          | 1/2 finale      | Markéta Vondroušová | 3e tour (1/16)  | Jessica Pegula       |
| 2024  | 1/8 de finale    | Linda Nosková     | 1/8 de finale            | Elena Rybakina           | 1/4 de finale   | Elena Rybakina      | 3e tour (1/16)  | Coco Gauff           |
| 2025  | 1/4 de finale    | Madison Keys      | 1/4 de finale            | Iga Świątek              | 3e tour (1/16)  | Elise Mertens       |                 |                      |

N.B. : à droite du résultat se trouve le nom de l'ultime adversaire.

### En double dames
| Année | Open d'Australie                                                                              | Open d'Australie                                                                          | Internationaux de France                                                             | Internationaux de France                                                                  | Wimbledon | Wimbledon | US Open                                                                                 | US Open |
| ----- | --------------------------------------------------------------------------------------------- | ----------------------------------------------------------------------------------------- | ------------------------------------------------------------------------------------ | ----------------------------------------------------------------------------------------- | --------- | --------- | --------------------------------------------------------------------------------------- | ------- |
| 2013  | —                                                                                             | —                                                                                         | —                                                                                    | —                                                                                         | —         | —         | 1er tour (1/32) R. Voráčová \|\| style="text-align:left;" \| Nadia Petrova K. Srebotnik |         |
| 2014  | 1er tour (1/32) V. Solovieva \|\| style="text-align:left;" \| E. Bouchard V. Dushevina        | 2e tour (1/16) Tatjana Maria \|\| style="text-align:left;" \| Kaia Kanepi A. Panova       | 1er tour (1/32) I. Buryachok \|\| style="text-align:left;" \| K. Barrois S. Vögele   | 2e tour (1/16) Misaki Doi \|\| style="text-align:left;" \| G. Dabrowski A. Rosolska       |           |           |                                                                                         |         |
| 2016  | 1er tour (1/32) D. Gavrilova \|\| style="text-align:left;" \| A. Pavlyuchenkova Elena Vesnina | 1er tour (1/32) D. Gavrilova \|\| style="text-align:left;" \| G. Dabrowski M. J. Martínez | 2e tour (1/16) Misaki Doi \|\| style="text-align:left;" \| D. Gavrilova D. Kasatkina | 1er tour (1/32) Ar. Rodionova \|\| style="text-align:left;" \| B. Krejčíková K. Siniaková |           |           |                                                                                         |         |
| 2018  | —                                                                                             | —                                                                                         | —                                                                                    | —                                                                                         | —         | —         | 1er tour (1/32) Olga Savchuk \|\| style="text-align:left;" \| V. Kužmová M. Rybáriková  |         |

N.B. : le nom de la partenaire se trouve sous le résultat ; les noms des ultimes adversaires se trouvent à droite.

### En double mixte
| 2014 | —                                                                                        | —                                                                                 | —                                                                              | —                                                                                        | 3e tour (1/8) Florin Mergea \|\| style="text-align:left;" \| Naomi Broady Neal Skupski        | 1er tour (1/16) Florin Mergea \|\| style="text-align:left;" \| C. Dellacqua Jamie Murray |
| 2015 | 1er tour (1/16) Raven Klaasen \|\| style="text-align:left;" \| M. Krajicek Florin Mergea | 2e tour (1/8) Jamie Murray \|\| style="text-align:left;" \| B. Mattek Mike Bryan  | 1er tour (1/32) D. Inglot \|\| style="text-align:left;" \| B. Bencic P. Oswald | 1er tour (1/16) Artem Sitak \|\| style="text-align:left;" \| E. Bouchard Nick Kyrgios    |                                                                                               |                                                                                          |
| 2016 | 1er tour (1/16) Artem Sitak \|\| style="text-align:left;" \| A. Klepač Treat Huey        | —                                                                                 | —                                                                              | 2e tour (1/16) C. Guccione \|\| style="text-align:left;" \| A.-L. Grönefeld Robert Farah | —                                                                                             | —                                                                                        |
| 2017 | 1/2 finale C. Guccione \|\| style="text-align:left;" \| Abigail Spears J. S. Cabal       | 2e tour (1/8) Artem Sitak \|\| style="text-align:left;" \| Sania Mirza Ivan Dodig | —                                                                              | —                                                                                        | —                                                                                             | —                                                                                        |
| 2018 | —                                                                                        | —                                                                                 | —                                                                              | —                                                                                        | 2e tour (1/16) Nicolas Mahut \|\| style="text-align:left;" \| A. Hlaváčková É. Roger-Vasselin | 2e tour (1/8) Bruno Soares \|\| style="text-align:left;" \| Zhang Shuai John Peers       |

N.B. : le nom du partenaire se trouve sous le résultat ; les noms des ultimes adversaires se trouvent à droite.

## Parcours en «Premier» et WTA 1000
Les tournois WTA « Premier Mandatory » et « Premier 5 » (entre 2009 et 2020) et WTA 1000 (à partir de 2021) constituent les catégories d'épreuves les plus prestigieuses, après les quatre levées du Grand Chelem. 

De 2009 à 2023, les tournois Premier Mandatory (dits tournois WTA 1000 obligatoires entre 2021 et 2023) regroupent Indian Wells, Miami, Madrid et Pékin, les autres constituant les tournois Premier 5 (tournois WTA 1000 non-obligatoires). À partir de 2024, le nombre de tournois WTA 1000 passe à 10 par saison (fin de l’alternance Doha / Dubaï), ces derniers devenant tous obligatoires et offrant tous 1000 points à la vainqueure (contre 900 points précédemment pour les tournois Premier 5).

### En simple dames
| Année |       |                               |                              |                              |                            |                                  |                              |                             |                              |                                  |  |                             |
| Doha  | Dubaï | Indian Wells                  | Miami                        | Madrid                       | Rome                       | Canada                           | Cincinnati                   | Pékin                       |                              | Tokyo                            |  |                             |
| Doha  | Dubaï | Indian Wells                  | Miami                        | Madrid                       | Rome                       | Canada                           | Cincinnati                   | Pékin                       | Wuhan                        |                                  |  |                             |
| Doha  | Dubaï | Indian Wells                  | Miami                        | Madrid                       | Rome                       | Canada                           | Cincinnati                   | Pékin                       | Guadalajara                  |                                  |  |                             |
| 2013  |       |                               | WTA 500                      | 1er tour (1/64) M. Niculescu |                            |                                  |                              |                             |                              | 1er tour (1/32) R. Vinci         |  | 2e tour (1/16) A. Ivanović  |
| 2014  |       | 1er tour (1/32) K. Zakopalová | WTA 500                      | 2e tour (1/32) A. Ivanović   | 4e tour (1/8) A. Radwańska | 1er tour (1/32) J. Janković      | 1er tour (1/32) E. Vesnina   |                             | 1/4 de finale A. Ivanović    | 2e tour (1/16) M. Sharapova      |  | 1/2 finale P. Kvitová       |
| 2015  |       | WTA 500                       | 2e tour (1/16) P. Kvitová    | 4e tour (1/8) T. Bacsinszky  | 3e tour (1/16) E. Makarova | 2e tour (1/16) A. Ivanović       | 2e tour (1/16) V. Williams   | 1er tour (1/32) V. Azarenka | 1/2 finale S. Williams       | 2e tour (1/16) A. Pavlyuchenkova |  | 3e tour (1/8) Ka. Plíšková  |
| 2016  |       | 1er tour (1/32) D. Allertová  | WTA 500                      | 3e tour (1/16) R. Vinci      | 4e tour (1/8) E. Makarova  | 2e tour (1/16) D. Gavrilova      | 1er tour (1/32) M. Puig      | 3e tour (1/8) A. Kerber     | 2e tour (1/16) D. Gavrilova  | 1/2 finale A. Radwańska          |  | 2e tour (1/16) P. Kvitová   |
| 2017  |       | WTA 500                       | Victoire C. Wozniacki        | 4e tour (1/8) G. Muguruza    | 2e tour (1/32) B. Mattek   | 1er tour (1/32) Zheng S.         | Victoire S. Halep            | Victoire C. Wozniacki       | 3e tour (1/8) J. Görges      | 1/4 de finale C. Garcia          |  |                             |
| 2018  |       | 3e tour (1/8) P. Kvitová      | WTA 500                      | 3e tour (1/16) C. Suárez     | 1/4 de finale J. Ostapenko | 2e tour (1/16) C. Suárez         | Victoire S. Halep            | 1/2 finale S. Stephens      | 1/4 de finale K. Bertens     | 1er tour (1/32) A. Krunić        |  | 2e tour (1/16) A. Sabalenka |
| 2019  |       | WTA 500                       | 1/2 finale B. Bencic         | 1/2 finale B. Andreescu      | 2e tour (1/32) Wang Y.     | 1er tour (1/32) P. Parmentier    | 2e tour (1/16) V. Azarenka   | 1/4 de finale S. Kenin      | 3e tour (1/8) S. Kenin       | 1/4 de finale K. Bertens         |  | 1/4 de finale A. Riske      |
| 2020  |       | 2e tour (1/16) A. Anisimova   | WTA 500                      | Annulé                       | Annulé                     | Annulé                           | 1/4 de finale M. Vondroušová | Annulé                      |                              | Annulé                           |  | Annulé                      |
| 2021  |       | WTA 500                       | 2e tour (1/16) S. Kuznetsova | 4e tour (1/8) J. Pegula      | 1/2 finale A. Barty        | 1er tour (1/32) J. Teichmann     | 1/4 de finale I. Świątek     | 2e tour (1/16) J. Konta     | 2e tour (1/16) A. Kerber     | Annulé                           |  | Annulé                      |
| 2022  |       | 1er tour (1/32) T. Martincová | WTA 500                      | 2e tour (1/32) H. Dart       | 2e tour (1/32) H. Watson   |                                  |                              |                             |                              | Hors calendrier                  |  |                             |
| 2023  |       | WTA 500                       |                              |                              |                            | 1er tour (1/64) A. Sasnovich     | 1er tour (1/64) L. Tsurenko  |                             |                              |                                  |  |                             |
| 2024  |       |                               | 3e tour (1/8) I. Świątek     | 3e tour (1/16) E. Navarro    | 2e tour (1/32) N. Osaka    | 2e tour (1/32) S. Sorribes Tormo | 4e tour (1/8) A. Sabalenka   | 2e tour (1/16) M. Kostyuk   | 3e tour (1/8) A. Sabalenka   |                                  |  |                             |
| 2025  |       | 2e tour (1/16) J. Pegula      | 2e tour (1/16) C. Tauson     | 1/4 de finale M. Andreeva    | 4e tour (1/8) I. Świątek   | 1/2 finale A. Sabalenka          | 1/4 de finale P. Stearns     | 1/4 de finale N. Osaka      | 2e tour (1/32) B. Krejčíková |                                  |  |                             |

Sous le résultat, l’ultime adversaire.
1. 1 2   Les tournois de Doha et Dubaï alternent le statut de tournoi WTA 1000 (ex Premier 5) entre 2009 et 2023 : les trois premières éditions ont lieu à Dubaï, les trois suivantes à Doha, puis Dubaï accueille le tournoi de cette catégorie les années impaires et Dubaï les années paires. De 2011 à 2023, la ville qui n’accueille pas de WTA 1000 organise à la place un tournoi WTA 500 (ex Premier).
2. 1 2 3 4 5 6 7 8   L’ordre de déroulement des tournois a évolué depuis 2009 : Rome se dispute avant Madrid et Cincinnati avant Montréal/Toronto jusqu’en 2010, tandis que Tokyo (2009-2013)-Wuhan (2014-2019, 2024-)-Guadalajara (2022-2023) ont lieu avant Pékin jusqu’en 2023.
3. 1 2 3 4 5 6 7 8  Du fait de la pandémie de Covid-19, les tournois d’Indian Wells, de Miami, de Madrid, du Canada, de Wuhan et de Pékin sont annulés en 2020. Ces deux derniers le sont également en 2021. Pour des raisons d’organisation, le tournoi de Cincinnati 2020 a exceptionnellement lieu à Flushing Meadows à New York.
4. ↑  Le 1er décembre 2021, le président de la WTA, Steve Simon, annonce que tous les tournois prévus en Chine et à Hong Kong sont suspendus à partir de 2022, en raison de préoccupations concernant la sécurité et le bien-être de la joueuse de tennis chinoise Peng Shuai après ses allégations de relations sexuelles non-consenties avec Zhang Gaoli, membre de haut rang du Parti communiste chinois. Le tournoi de Pékin revient en 2023. Le tournoi de Guadalajara remplace celui de Wuhan pendant deux ans, ce dernier réapparaissant en 2024.

## Parcours aux Masters

### En simple dames
| # | Date       | Nom de l'édition     | ($)        | Surface    | Résultat               | Ultime adversaire  | Score          |          |
| - | ---------- | -------------------- | ---------- | ---------- | ---------------------- | ------------------ | -------------- | -------- |
| 1 | 22/10/2017 | WTA Finals Singapour | 7 000 000  | Dur (int.) | Round Robin (défaite)  | Caroline Wozniacki | 6-2, 6-0       | Parcours |
| 1 | 22/10/2017 | WTA Finals Singapour | 7 000 000  | Dur (int.) | Round Robin (défaite)  | Caroline Garcia    | 67-7, 6-3, 7-5 | Parcours |
| 1 | 22/10/2017 | WTA Finals Singapour | 7 000 000  | Dur (int.) | Round Robin (victoire) | Simona Halep       | 6-3, 6-4       | Parcours |
| 2 | 21/10/2018 | WTA Finals Singapour | 7 000 000  | Dur (int.) | Victoire               | Sloane Stephens    | 3-6, 6-2, 6-2  | Parcours |
| 3 | 27/10/2019 | WTA Finals Shenzhen  | 14 000 000 | Dur (int.) | Finale                 | Ashleigh Barty     | 6-4, 6-3       | Parcours |

## Parcours aux Jeux olympiques

### En simple dames
| # | Date       | Nom de l'olympiade                  | Surface             | Résultat       | Ultime adversaire  | Score          |          |
| - | ---------- | ----------------------------------- | ------------------- | -------------- | ------------------ | -------------- | -------- |
| 1 | 06/08/2016 | Olympic Tennis Event Rio de Janeiro | Dur (ext.)          | 1/4 de finale  | Petra Kvitová      | 2-6, 0-6       | Parcours |
| 2 | 31/07/2021 | Olympic Tennis Event Tokyo          | Dur (ext.)          | Bronze         | Elena Rybakina     | 1-6, 7-65, 6-4 | Parcours |
| 3 | 27/07/2024 | Olympic Tennis Event Paris          | Terre battue (ext.) | 1/8e de finale | Barbora Krejčíková | 65-7, 6-2, 4-6 | Parcours |

### En double dames
| # | Date       | Nom de l'olympiade                  | Surface    | Résultat        | Partenaire        | Ultimes adversaires              | Score          |          |
| - | ---------- | ----------------------------------- | ---------- | --------------- | ----------------- | -------------------------------- | -------------- | -------- |
| 1 | 06/08/2016 | Olympic Tennis Event Rio de Janeiro | Dur (ext.) | 1er tour (1/16) | Olga Savchuk      | Andrea Hlaváčková Lucie Hradecká | 7-61, 1-6, 6-4 | Parcours |
| 2 | 31/07/2021 | Olympic Tennis Event Tokyo          | Dur (ext.) | 1er tour (1/16) | Dayana Yastremska | Alizé Cornet Fiona Ferro         | 6-2, 6-4       | Parcours |

## Parcours en Fed Cup
| #                                                                 | Date       | Lieu      | Surface      | Gagnante(s)                     | Perdante(s)                    | Score          |          |
|                                                                   |            |           |              |                                 |                                |                |          |
| 2012 - Barrage (groupe mondial I) - Ukraine - États-Unis - 0 : 5  |            |           |              |                                 |                                |                |          |
| 1                                                                 | 21/04/2012 | Kharkiv   | Terre (ext.) | Serena Williams                 | Elina Svitolina                | 6-2, 6-1       | Parcours |
| 1                                                                 | 21/04/2012 | Kharkiv   | Terre (ext.) | Christina McHale                | Elina Svitolina                | 7-5, 6-3       | Parcours |
|                                                                   |            |           |              |                                 |                                |                |          |
| 2013 - 1er tour (groupe mondial II) - Espagne - Ukraine - 3 : 1   |            |           |              |                                 |                                |                |          |
| 2                                                                 | 09/02/2013 | Alicante  | Terre (ext.) | Lourdes Domínguez               | Elina Svitolina                | 5-7, 6-2, 8-6  | Parcours |
| 2                                                                 | 09/02/2013 | Alicante  | Terre (ext.) | Sílvia Soler                    | Elina Svitolina                | Non disputé    | Parcours |
|                                                                   |            |           |              |                                 |                                |                |          |
| 2013 - Barrage (groupe mondial II) - Ukraine - Canada - 2 : 3     |            |           |              |                                 |                                |                |          |
| 3                                                                 | 20/04/2013 | Kiev      | Terre (int.) | Elina Svitolina                 | Eugenie Bouchard               | 6-78, 6-3, 6-2 | Parcours |
| 3                                                                 | 20/04/2013 | Kiev      | Terre (int.) | Elina Svitolina                 | Sharon Fichman                 | 6-4, 7-64      | Parcours |
| 3                                                                 | 20/04/2013 | Kiev      | Terre (int.) | Sharon Fichman Eugenie Bouchard | Elina Svitolina Lesia Tsurenko | 6-4, 6-3       | Parcours |
|                                                                   |            |           |              |                                 |                                |                |          |
| 2017 - 1er tour (groupe mondial II) - Ukraine - Australie : 3 : 1 |            |           |              |                                 |                                |                |          |
| 4                                                                 | 11/02/2017 | Kharkiv   | Dur (int.)   | Elina Svitolina                 | Ashleigh Barty                 | 4-6, 6-1, 6-2  | Parcours |
| 4                                                                 | 11/02/2017 | Kharkiv   | Dur (int.)   | Elina Svitolina                 | Daria Gavrilova                | 6-3, 6-2       | Parcours |
|                                                                   |            |           |              |                                 |                                |                |          |
| 2017 - Barrage (groupe mondial I) - Allemagne - Ukraine - 3 - 2   |            |           |              |                                 |                                |                |          |
| 5                                                                 | 22/04/2017 | Stuttgart | Terre (int.) | Julia Görges                    | Elina Svitolina                | 4-6, 6-1, 6-4  | Parcours |
| 5                                                                 | 22/04/2017 | Stuttgart | Terre (int.) | Elina Svitolina                 | Angelique Kerber               | 6-4, 6-2       | Parcours |

## Classements WTA en fin de saison
| Année          | 2010 | 2011 | 2012 | 2013 | 2014 | 2015 | 2016 | 2017 | 2018 | 2019 | 2020 | 2021 | 2022 | 2023 | 2024 |
| Rang en simple | 498  | 269  | 156  | 40   | 29   | 19   | 14   | 6    | 4    | 6    | 5    | 15   | 236  | 25   | 23   |
| Rang en double | 443  | 422  | 485  | 261  | 132  | 159  | 232  | 435  | 1035 | 1156 | 628  | 729  | –    | –    | –    |

Source : (en) Classements de Elina Svitolina sur le site officiel de la Fédération internationale de tennis

## Records et statistiques

### Confrontations avec ses principales adversaires
Confrontations lors des différents tournois WTA avec ses principales adversaires (5 confrontations minimum et avoir été membre du top 10). Classement par pourcentage de victoires. Situation au 04 août 2025 :
Les joueuses retraitées sont en gris.
| Joueuse              | Meilleur classement | Confrontations | Victoires | Défaites | Pourcentage de victoires | Dernière confrontation                            |
| -------------------- | ------------------- | -------------- | --------- | -------- | ------------------------ | ------------------------------------------------- |
| Ana Ivanović         | 1                   | 8              | 1         | 7        | 12,5                     | victoire (6-4, 6-4) à Roland-Garros 2016          |
| Serena Williams      | 1                   | 6              | 1         | 5        | 16,7                     | défaite (3-6, 1-6) à l'US Open 2019               |
| Aryna Sabalenka      | 1                   | 6              | 1         | 5        | 16,7                     | défaite (3-6, 5-7) à Madrid 2025                  |
| Iga Świątek          | 1                   | 5              | 1         | 4        | 20                       | défaite (1-6, 5-7) à Roland-Garros 2025           |
| Victoria Azarenka    | 1                   | 7              | 2         | 5        | 28,6                     | victoire (7-62, 6-4) à Washington 2023            |
| Madison Keys         | 5                   | 6              | 2         | 4        | 33,3                     | défaite (6-3, 3-6, 4-6) à l'Open d'Australie 2025 |
| Petra Kvitová        | 2                   | 11             | 4         | 7        | 36,3                     | victoire (6-74, 7-5, 6-2) à Stuttgart 2021        |
| Jessica Pegula       | 3                   | 8              | 3         | 5        | 37,5                     | victoire (5-7, 6-1, 6-2) à Indian Wells 2025      |
| Caroline Garcia      | 4                   | 5              | 2         | 3        | 40                       | victoire (6-1, 6-3) à Roland-Garros 2020          |
| Naomi Osaka          | 1                   | 7              | 3         | 4        | 42,9                     | défaite (2-6, 65-7) à Miami 2024                  |
| Elena Rybakina       | 3                   | 6              | 3         | 3        | 50                       | victoire (6-3, 6-4) à Madrid 2025                 |
| Karolína Plíšková    | 1                   | 10             | 5         | 5        | 50                       | victoire (3-6, 6-4, 6-2) à Roland-Garros 2024     |
| Carla Suárez Navarro | 6                   | 8              | 4         | 4        | 50                       | victoire (6-2, 6-3) à Dubaï 2019                  |
| Markéta Vondroušová  | 5                   | 7              | 4         | 3        | 52,9                     | victoire (0-6, 6-2, 7-5) à Doha 2025              |
| Simona Halep         | 1                   | 11             | 6         | 5        | 54,5                     | victoire (6-3, 6-3) à l'US Open 2021              |
| Angelique Kerber     | 1                   | 14             | 8         | 6        | 57,1                     | défaite (5-7, 6-2, 4-6) à Cincinnati 2021         |
| Garbiñe Muguruza     | 1                   | 12             | 7         | 5        | 58,3                     | victoire (6-4, 6-2) à Rome 2021                   |
| Belinda Bencic       | 4                   | 5              | 3         | 2        | 60                       | victoire (6-1, 6-2) à Miami 2025                  |
| María Sákkari        | 3                   | 5              | 3         | 2        | 60                       | victoire (6-3, 6-4) à Madrid 2025                 |
| Ashleigh Barty       | 1                   | 8              | 5         | 3        | 62,5                     | défaite (6-4, 65-7, 2-6) à Stuttgart 2021         |
| Sofia Kenin          | 4                   | 6              | 4         | 2        | 66,7                     | victoire (7-63, 6-2) à Wimbledon 2023             |
| Svetlana Kuznetsova  | 2                   | 6              | 4         | 2        | 66,7                     | défaite (6-2, 4-6, 1-6) à Dubaï 2021              |
| Caroline Wozniacki   | 1                   | 7              | 5         | 2        | 71,4                     | défaite (3-6, 7-64, 5-7) à Bad Homburg 2024       |
| Venus Williams       | 1                   | 5              | 4         | 1        | 80                       | victoire (6-4, 6-3) à Wimbledon 2023              |
| Amanda Anisimova     | 7                   | 5              | 4         | 1        | 80                       | victoire (6-4, 6-1) à l'Open du Canada 2025       |
| Ons Jabeur           | 2                   | 5              | 4         | 1        | 80                       | victoire (6-1, 7-64) à Wimbledon 2024             |
| Johanna Konta        | 4                   | 6              | 5         | 1        | 83,3                     | défaite (6-3, 3-6, 2-6) au Canada 2021            |
| Daria Kasatkina      | 8                   | 8              | 8         | 0        | 100                      | victoire (6-2, 6-2) à Washington 2023             |

### Victoires sur le top 10
Toutes ses victoires sur des joueuses classées dans le top 10 de la WTA lors de la rencontre.
| Légende            |
| Grand Chelem       |
| Jeux olympiques    |
| Masters            |
| Premier / WTA 1000 |
| Elite Trophy       |
| WTA 500            |
| Intern'l / WTA 250 |
| Fed Cup            |

|    |        |  | Tournoi          | Année | Surface             |                    | Adversaire        | Rang   | Tour              | Score              | Tableau |
| -- | ------ |  | ---------------- | ----- | ------------------- | ------------------ | ----------------- | ------ | ----------------- | ------------------ | ------- |
| 1  | no 39  |  | Cincinnati       | 2014  | Dur                 |                    | Petra Kvitová     | no 4   | 1/16              | 6-2, 7-62          | Tableau |
| 2  | no 34  |  | Wuhan            | 2014  | Dur                 |                    | Angelique Kerber  | no 8   | 1/4               | 6-4, 7-63          | Tableau |
| 3  | no 28  |  | Brisbane         | 2015  | Dur                 |                    | Angelique Kerber  | no 9   | 1/4               | 4-6, 7-5, 6-3      | Tableau |
| 4  | no 20  |  | Cincinnati       | 2015  | Dur                 |                    | Lucie Šafářová    | no 6   | 1/4               | 6-4, 2-6, 6-0      | Tableau |
| 5  | no 21  |  | Dubaï            | 2016  | Dur                 |                    | Garbiñe Muguruza  | no 5   | 1/16              | 7-63, 6-3          | Tableau |
| 6  | no 20  |  | Jeux olympiques  | 2016  | Dur                 |                    | Serena Williams   | no 1   | 1/8               | 6-4, 6-3           | Tableau |
| 7  | no 20  |  | Tokyo            | 2016  | Dur                 |                    | Garbiñe Muguruza  | no 3   | 1/4               | 6-2, 4-6, 6-3      | Tableau |
| 8  | no 19  |  | Pékin            | 2016  | Dur                 |                    | Angelique Kerber  | no 1   | 1/8               | 6-3, 7-5           | Tableau |
| 9  | no 14  |  | Zhuhai           | 2016  | Dur (int.)          |                    | Johanna Konta     | no 10  | 1/2               | 2-6, 6-1, 6-4      | Tableau |
| 10 | no 14  |  | Brisbane         | 2017  | Dur                 |                    | Angelique Kerber  | no 1   | 1/4               | 6-4, 3-6, 6-3      | Tableau |
| 11 | no 13  |  | Dubaï            | 2017  | Dur                 |                    | Angelique Kerber  | no 2   | 1/2               | 6-3, 7-63          | Tableau |
| 12 | no 13  |  | Fed Cup          | 2017  | Terre battue (int.) |                    | Angelique Kerber  | no 1   | Barrages          | 6-4, 6-2           | Tableau |
| 13 | no 11  |  | Rome             | 2017  | Terre battue        |                    | Karolína Plíšková | no 3   | 1/4               | 6-2, 7-69          | Tableau |
| 14 | no 11  |  | Rome             | 2017  | Terre battue        | Garbiñe Muguruza   | no 7              | 1/2    | 4-1 ab.           |                    | Tableau |
| 15 | no 11  |  | Rome             | 2017  | Terre battue        | Simona Halep       | no 4              | Finale | 4-6, 7-5, 6-1     |                    | Tableau |
| 16 | no 5   |  | Toronto          | 2017  | Dur                 |                    | Venus Williams    | no 9   | 1/8               | 6-2, 6-1           | Tableau |
| 17 | no 5   |  | Toronto          | 2017  | Dur                 | Garbiñe Muguruza   | no 4              | 1/4    | 4-6, 6-4, 6-3     |                    | Tableau |
| 18 | no 5   |  | Toronto          | 2017  | Dur                 | Simona Halep       | no 2              | 1/2    | 6-1, 6-1          |                    | Tableau |
| 19 | no 5   |  | Toronto          | 2017  | Dur                 | Caroline Wozniacki | no 6              | Finale | 6-4, 6-0          |                    | Tableau |
| 20 | no 4   |  | Masters          | 2017  | Dur (int.)          |                    | Simona Halep      | no 1   | Poules            | 6-3, 6-4           | Tableau |
| 21 | no 6   |  | Brisbane         | 2018  | Dur                 |                    | Johanna Konta     | no 9   | 1/4               | 1-6, 7-66, 3-2 ab. | Tableau |
| 22 | no 6   |  | Brisbane         | 2018  | Dur                 | Karolína Plíšková  | no 4              | 1/2    | 7-5, 7-5          |                    | Tableau |
| 23 | no 4   |  | Dubaï            | 2018  | Dur                 |                    | Angelique Kerber  | no 9   | 1/2               | 6-3, 6-3           | Tableau |
| 24 | no 4   |  | Rome             | 2018  | Terre battue        |                    | Simona Halep      | no 1   | Finale            | 6-0, 6-4           | Tableau |
| 25 | no 7   |  | Masters          | 2018  | Dur (int.)          |                    | Petra Kvitová     | no 5   | Poules            | 6-3, 6-3           | Tableau |
| 26 | no 7   |  | Masters          | 2018  | Dur (int.)          | Karolína Plíšková  | no 8              | Poules | 6-3, 2-6, 6-3     |                    | Tableau |
| 27 | no 7   |  | Masters          | 2018  | Dur (int.)          | Caroline Wozniacki | no 3              | Poules | 5-7, 7-5, 6-3     |                    | Tableau |
| 28 | no 7   |  | Masters          | 2018  | Dur (int.)          | Kiki Bertens       | no 9              | 1/2    | 7-5, 65-7, 6-4    |                    | Tableau |
| 29 | no 7   |  | Masters          | 2018  | Dur (int.)          | Sloane Stephens    | no 6              | Finale | 3-6, 6-2, 6-2     |                    | Tableau |
| 30 | no 5   |  | US Open          | 2019  | Dur                 |                    | Madison Keys      | no 9   | 1/8               | 7-5, 6-4           | Tableau |
| 31 | no 8   |  | Masters          | 2019  | Dur (int.)          |                    | Karolína Plíšková | no 2   | Poules            | 7-612, 6-4         | Tableau |
| 32 | no 8   |  | Masters          | 2019  | Dur (int.)          | Simona Halep       | no 5              | Poules | 7-5, 6-3          |                    | Tableau |
| 33 | no 8   |  | Masters          | 2019  | Dur (int.)          | Belinda Bencic     | no 7              | 1/2    | 5-7, 6-3, 4-1 ab. |                    | Tableau |
| 34 | no 5   |  | Miami            | 2021  | Dur                 |                    | Petra Kvitová     | no 10  | 1/8               | 2-6, 7-5, 7-5      | Tableau |
| 35 | no 5   |  | Stuttgart        | 2021  | Terre battue (int.) |                    | Petra Kvitová     | no 10  | 1/4               | 6-74, 7-5, 6-2     | Tableau |
| 36 | no 192 |  | Roland-Garros    | 2023  | Terre battue        |                    | Daria Kasatkina   | no 9   | 1/8               | 6-4, 7-65          | Tableau |
| 37 | no 76  |  | Wimbledon        | 2023  | Gazon               |                    | Iga Świątek       | no 1   | 1/4               | 7-5, 65-7, 6-2     | Tableau |
| 38 | no 21  |  | Wimbledon        | 2024  | Gazon               |                    | Ons Jabeur        | no 10  | 1/16              | 6-1, 7-64          | Tableau |
| 39 | no 31  |  | Jeux olympiques  | 2024  | Terre battue        |                    | Jessica Pegula    | no 6   | 1/16              | 4-6, 6-1, 6-3      | Tableau |
| 40 | no 27  |  | Open d'Australie | 2025  | Dur                 |                    | Jasmine Paolini   | no 4   | 1/16              | 2-6, 6-4, 6-0      | Tableau |
| 41 | no 23  |  | Indian Wells     | 2025  | Dur                 |                    | Jessica Pegula    | no 4   | 1/8               | 5-7, 6-1, 6-2      | Tableau |
| 43 | no 14  |  | Roland-Garros    | 2025  | Terre battue        |                    | Jasmine Paolini   | no 4   | 1/8               | 4-6, 7-66, 6-1     | Tableau |
| 44 | no 13  |  | Montréal         | 2025  | Dur                 |                    | Amanda Anisimova  | no 7   | 1/8               | 6-4, 6-1           | Tableau |